# Ordre de bataille de la coalition lors de la bataille de Leipzig
L'ordre de bataille de la Coalition lors de la bataille de Leipzig détaille les différentes forces militaires de la Sixième Coalition ayant participé ou étant présentes sur le champ de bataille de Leipzig entre le 16 et le 19 octobre 1813, ainsi que leur organisation pendant la bataille. 
C'est la plus grande armée jamais commandée sur un même champ de bataille (jusqu'à la première guerre mondiale) : 278 802 hommes, 86 658 cavaliers et 1 387 canons servis par environ 34 675 canonniers, soit un total de 400 135 hommes réunis sous le commandement en chef du prince Karl Philipp de Schwarzenberg, généralissime de la coalition. La coalition regroupe quatre grandes puissances européennes : l'Empire russe, l'empire d'Autriche, le royaume de Prusse et le royaume de Suède.
- Empire russe : 94 672 hommes, 47 533 cavaliers, 712 canons servis par environ 17 800 canonniers soit un total de 160 005 hommes (40 % des forces de la coalition)
- Empire d'Autriche : 94 453 hommes, 15 951 cavaliers, 402 canons servis par environ 10 000 canonniers soit un total de 120 404 hommes (30 %)
- Royaume de Prusse : 74 060 hommes, 20 424 cavaliers, 222 canons servis par environ 5 550 canonniers soit un total de 100 034 hommes (25 %)
- Royaume de Suède : 15 617 hommes, 2 750 cavaliers, 51 canons servis par environ 1 275 canonniers soit un total de 19 642 hommes (5 %)

## Armée de Bohême -FeldmarschallKarl Philipp zu Schwarzenberg

### Armée russe -Barclay de Tolly
| Corps                                                                                    | Division                                                     | Brigade                         | Régiment                 | Unités       | Force |
| ---------------------------------------------------------------------------------------- | ------------------------------------------------------------ | ------------------------------- | ------------------------ | ------------ | ----- |
| 1er Corps d'infanterie - général Gortchakov Empire russe - 6 520 hommes - 36 canons      | 5e division d'infanterie - Mezentzov - 4 920 hommes          | 1re brigade                     | Régiment de Sevsk        | 2 bataillons | 820   |
| 1er Corps d'infanterie - général Gortchakov Empire russe - 6 520 hommes - 36 canons      | 5e division d'infanterie - Mezentzov - 4 920 hommes          | 1re brigade                     | Régiment de Perm         | 2 bataillons | 820   |
| 1er Corps d'infanterie - général Gortchakov Empire russe - 6 520 hommes - 36 canons      | 5e division d'infanterie - Mezentzov - 4 920 hommes          | 2e brigade - Prince de Sibérie  | Régiment de Kalouga      | 2 bataillons | 820   |
| 1er Corps d'infanterie - général Gortchakov Empire russe - 6 520 hommes - 36 canons      | 5e division d'infanterie - Mezentzov - 4 920 hommes          | 2e brigade - Prince de Sibérie  | Régiment de Moguilev     | 2 bataillons | 820   |
| 1er Corps d'infanterie - général Gortchakov Empire russe - 6 520 hommes - 36 canons      | 5e division d'infanterie - Mezentzov - 4 920 hommes          | 3e brigade                      | 23e Chasseurs            | 2 bataillons | 820   |
| 1er Corps d'infanterie - général Gortchakov Empire russe - 6 520 hommes - 36 canons      | 5e division d'infanterie - Mezentzov - 4 920 hommes          | 3e brigade                      | 24e Chasseurs            | 2 bataillons | 820   |
| 1er Corps d'infanterie - général Gortchakov Empire russe - 6 520 hommes - 36 canons      | 14e division d'infanterie - 1 600 hommes                     | 1re brigade                     | Régiment de Tenguinsk    | 2 bataillons | 260   |
| 1er Corps d'infanterie - général Gortchakov Empire russe - 6 520 hommes - 36 canons      | 14e division d'infanterie - 1 600 hommes                     | 1re brigade                     | Régiment d'Estonie       | 2 bataillons | 260   |
| 1er Corps d'infanterie - général Gortchakov Empire russe - 6 520 hommes - 36 canons      | 14e division d'infanterie - 1 600 hommes                     | 2e brigade                      | Régiment de Toula        | 2 bataillons | 260   |
| 1er Corps d'infanterie - général Gortchakov Empire russe - 6 520 hommes - 36 canons      | 14e division d'infanterie - 1 600 hommes                     | 2e brigade                      | Régiment de Navaguinsk   | 2 bataillons | 260   |
| 1er Corps d'infanterie - général Gortchakov Empire russe - 6 520 hommes - 36 canons      | 14e division d'infanterie - 1 600 hommes                     | 3e brigade - Winstoff           | 25e Chasseurs            | 2 bataillons | 280   |
| 1er Corps d'infanterie - général Gortchakov Empire russe - 6 520 hommes - 36 canons      | 14e division d'infanterie - 1 600 hommes                     | 3e brigade - Winstoff           | 26e Chasseurs            | 2 bataillons | 280   |
| 1er Corps d'infanterie - général Gortchakov Empire russe - 6 520 hommes - 36 canons      | Artillerie du Corps - 36 canons                              |                                 | 6e batterie légère       | 1 batterie   | 12    |
| 1er Corps d'infanterie - général Gortchakov Empire russe - 6 520 hommes - 36 canons      | Artillerie du Corps - 36 canons                              | 7e batterie légère              | 1 batterie               | 12           |       |
| 1er Corps d'infanterie - général Gortchakov Empire russe - 6 520 hommes - 36 canons      | Artillerie du Corps - 36 canons                              | 3e batterie de position         | 1 batterie               | 12           |       |
| 2e Corps d'Infanterie - Duc Eugène de Wurtemberg Empire russe - 5 200 hommes - 60 canons | 3e division d'infanterie - Prince Chakhovskoï - 3 300 hommes | 1re brigade                     | Régiment de Revel        | 2 bataillons | 550   |
| 2e Corps d'Infanterie - Duc Eugène de Wurtemberg Empire russe - 5 200 hommes - 60 canons | 3e division d'infanterie - Prince Chakhovskoï - 3 300 hommes | 1re brigade                     | Régiment de Mourom       | 2 bataillons | 550   |
| 2e Corps d'Infanterie - Duc Eugène de Wurtemberg Empire russe - 5 200 hommes - 60 canons | 3e division d'infanterie - Prince Chakhovskoï - 3 300 hommes | 2e brigade                      | Régiment de Tchernigov   | 2 bataillons | 550   |
| 2e Corps d'Infanterie - Duc Eugène de Wurtemberg Empire russe - 5 200 hommes - 60 canons | 3e division d'infanterie - Prince Chakhovskoï - 3 300 hommes | 2e brigade                      | Régiment de Selenguinsk  | 2 bataillons | 550   |
| 2e Corps d'Infanterie - Duc Eugène de Wurtemberg Empire russe - 5 200 hommes - 60 canons | 3e division d'infanterie - Prince Chakhovskoï - 3 300 hommes | 3e brigade                      | 20e Chasseurs            | 2 bataillons | 550   |
| 2e Corps d'Infanterie - Duc Eugène de Wurtemberg Empire russe - 5 200 hommes - 60 canons | 3e division d'infanterie - Prince Chakhovskoï - 3 300 hommes | 3e brigade                      | 21e Chasseurs            | 2 bataillons | 550   |
| 2e Corps d'Infanterie - Duc Eugène de Wurtemberg Empire russe - 5 200 hommes - 60 canons | 4e division d'Infanterie - Pouchnitzki - 1 900 hommes        | 1re brigade - Colonel Fedorov   | Régiment de Tobolsk      | 2 bataillons | 550   |
| 2e Corps d'Infanterie - Duc Eugène de Wurtemberg Empire russe - 5 200 hommes - 60 canons | 4e division d'Infanterie - Pouchnitzki - 1 900 hommes        | 1re brigade - Colonel Fedorov   | Régiment de Volhynie     | 2 bataillons | 550   |
| 2e Corps d'Infanterie - Duc Eugène de Wurtemberg Empire russe - 5 200 hommes - 60 canons | 4e division d'Infanterie - Pouchnitzki - 1 900 hommes        | 2e Brigade                      | Régiment de Krementchoug | 2 bataillons | 550   |
| 2e Corps d'Infanterie - Duc Eugène de Wurtemberg Empire russe - 5 200 hommes - 60 canons | 4e division d'Infanterie - Pouchnitzki - 1 900 hommes        | 2e Brigade                      | Régiment de Minsk        | 1 bataillons | 250   |
| 2e Corps d'Infanterie - Duc Eugène de Wurtemberg Empire russe - 5 200 hommes - 60 canons | Artillerie du corps - 60 canons                              |                                 | 27e batterie légère      | 1 batterie   | 12    |
| 2e Corps d'Infanterie - Duc Eugène de Wurtemberg Empire russe - 5 200 hommes - 60 canons | Artillerie du corps - 60 canons                              | 5e et 13e batteries de position | 2 batteries              | 24           |       |
| 2e Corps d'Infanterie - Duc Eugène de Wurtemberg Empire russe - 5 200 hommes - 60 canons | Artillerie du corps - 60 canons                              | Artillerie à Cheval             | 2 batteries              | 24           |       |

### Réserve russe -Grand-Duc Constantin
| Corps | Division                                                                       | Brigade                                    | Régiment                                  | Unités       | Force |
| --- | ------------------------------------------------------------------------------ | ------------------------------------------ | ----------------------------------------- | ------------ | ----- |
| 3e Corps de Grenadiers - Raïevski Empire russe - 9 120 hommes - 36 canons                                    | 1re division de Grenadiers - Pissarev - 4 780 hommes                           | 1re brigade - Kniajnin                     | Régiment d'Ekatérinoslav                  | 2 bataillons | 870   |
| 3e Corps de Grenadiers - Raïevski Empire russe - 9 120 hommes - 36 canons                                    | 1re division de Grenadiers - Pissarev - 4 780 hommes                           | 1re brigade - Kniajnin                     | Régiment du Comte Araktchéiev             | 2 bataillons | 870   |
| 3e Corps de Grenadiers - Raïevski Empire russe - 9 120 hommes - 36 canons                                    | 1re division de Grenadiers - Pissarev - 4 780 hommes                           | 2e brigade - Ocht                          | Régiment de Saint-Pétersbourg             | 2 bataillons | 870   |
| 3e Corps de Grenadiers - Raïevski Empire russe - 9 120 hommes - 36 canons                                    | 1re division de Grenadiers - Pissarev - 4 780 hommes                           | 2e brigade - Ocht                          | Régiment de Tauride                       | 2 bataillons | 870   |
| 3e Corps de Grenadiers - Raïevski Empire russe - 9 120 hommes - 36 canons                                    | 1re division de Grenadiers - Pissarev - 4 780 hommes                           | 3e brigade - Yemlianov                     | Régiment de Pernau                        | 1 bataillon  | 430   |
| 3e Corps de Grenadiers - Raïevski Empire russe - 9 120 hommes - 36 canons                                    | 1re division de Grenadiers - Pissarev - 4 780 hommes                           | 3e brigade - Yemlianov                     | Régiment de Kexholm                       | 2 bataillons | 870   |
| 3e Corps de Grenadiers - Raïevski Empire russe - 9 120 hommes - 36 canons                                    | 2e division de Grenadiers - Tchoglokov - 4 340 hommes                          | 1re brigade - Levin                        | Régiment de Kiev                          | 2 bataillons | 870   |
| 3e Corps de Grenadiers - Raïevski Empire russe - 9 120 hommes - 36 canons                                    | 2e division de Grenadiers - Tchoglokov - 4 340 hommes                          | 1re brigade - Levin                        | Régiment de Moscou                        | 2 bataillons | 870   |
| 3e Corps de Grenadiers - Raïevski Empire russe - 9 120 hommes - 36 canons                                    | 2e division de Grenadiers - Tchoglokov - 4 340 hommes                          | 2e brigade - Damas                         | Régiment d'Astrakhan                      | 1 bataillon  | 430   |
| 3e Corps de Grenadiers - Raïevski Empire russe - 9 120 hommes - 36 canons                                    | 2e division de Grenadiers - Tchoglokov - 4 340 hommes                          | 2e brigade - Damas                         | Régiment de Fanagorie                     | 1 bataillon  | 430   |
| 3e Corps de Grenadiers - Raïevski Empire russe - 9 120 hommes - 36 canons                                    | 2e division de Grenadiers - Tchoglokov - 4 340 hommes                          | 3e brigade -                               | Régiment de Petite Russie                 | 2 bataillons | 870   |
| 3e Corps de Grenadiers - Raïevski Empire russe - 9 120 hommes - 36 canons                                    | 2e division de Grenadiers - Tchoglokov - 4 340 hommes                          | 3e brigade -                               | Régiment de Sibérie                       | 2 bataillons | 870   |
| 3e Corps de Grenadiers - Raïevski Empire russe - 9 120 hommes - 36 canons                                    | Artillerie du Corps - 36 canons                                                |                                            | 14e batterie légère                       | 1 batterie   | 12    |
| 3e Corps de Grenadiers - Raïevski Empire russe - 9 120 hommes - 36 canons                                    | Artillerie du Corps - 36 canons                                                | 30e et 33e batterie de position            | 2 batterie                                | 24           |       |
| 5e Corps de la Garde Impériale Russe - Iermolov Empire russe Royaume de Prusse - 13 393 hommes - 32 canons   | 1re division de la Garde - Baron Von Rosen - 4 500 hommes                      | 1re brigade - Potemkin                     | Régiment Leib-Garde Préobrajenski         | 3 bataillons | 1 350 |
| 5e Corps de la Garde Impériale Russe - Iermolov Empire russe Royaume de Prusse - 13 393 hommes - 32 canons   | 1re division de la Garde - Baron Von Rosen - 4 500 hommes                      | 1re brigade - Potemkin                     | Régiment Leib-Garde Sémenovski            | 3 bataillons | 1 350 |
| 5e Corps de la Garde Impériale Russe - Iermolov Empire russe Royaume de Prusse - 13 393 hommes - 32 canons   | 1re division de la Garde - Baron Von Rosen - 4 500 hommes                      | 2e brigade - Khrapovitzki                  | Régiment Leib-Garde Izmaïlovski           | 2 bataillons | 900   |
| 5e Corps de la Garde Impériale Russe - Iermolov Empire russe Royaume de Prusse - 13 393 hommes - 32 canons   | 1re division de la Garde - Baron Von Rosen - 4 500 hommes                      | 2e brigade - Khrapovitzki                  | Régiment Leib-Garde Chasseurs             | 2 bataillons | 900   |
| 5e Corps de la Garde Impériale Russe - Iermolov Empire russe Royaume de Prusse - 13 393 hommes - 32 canons   | 2e division de la Garde - Udom - 3 600 hommes                                  | 1re brigade - Krijanovski                  | Régiment Leib-Garde Lituanie              | 2 bataillons | 900   |
| 5e Corps de la Garde Impériale Russe - Iermolov Empire russe Royaume de Prusse - 13 393 hommes - 32 canons   | 2e division de la Garde - Udom - 3 600 hommes                                  | 1re brigade - Krijanovski                  | Régiment Leib-Garde Grenadiers            | 2 bataillons | 900   |
| 5e Corps de la Garde Impériale Russe - Iermolov Empire russe Royaume de Prusse - 13 393 hommes - 32 canons   | 2e division de la Garde - Udom - 3 600 hommes                                  | 2e brigade - Jeltoukhin II                 | Régiment Leib-Garde Finlandski            | 2 bataillons | 900   |
| 5e Corps de la Garde Impériale Russe - Iermolov Empire russe Royaume de Prusse - 13 393 hommes - 32 canons   | 2e division de la Garde - Udom - 3 600 hommes                                  | 2e brigade - Jeltoukhin II                 | Régiment Leib-Garde Pavloski              | 2 bataillons | 900   |
| 5e Corps de la Garde Impériale Russe - Iermolov Empire russe Royaume de Prusse - 13 393 hommes - 32 canons   | Artillerie de la Garde - 24 canons                                             |                                            | 1re batterie de position                  | 1 batterie   | 12    |
| 5e Corps de la Garde Impériale Russe - Iermolov Empire russe Royaume de Prusse - 13 393 hommes - 32 canons   | Artillerie de la Garde - 24 canons                                             | 1re et 2e batterie légère                  | 2 batteries                               | 12           |       |
| 5e Corps de la Garde Impériale Russe - Iermolov Empire russe Royaume de Prusse - 13 393 hommes - 32 canons   | Garde Royale Prussienne (rattachée à la garde russe) - 5 293 hommes - 8 canons | Brigade Von Alvensleben                    | 1er Régiment de la Garde à Pied           | 4 bataillons | 2 538 |
| 5e Corps de la Garde Impériale Russe - Iermolov Empire russe Royaume de Prusse - 13 393 hommes - 32 canons   | Garde Royale Prussienne (rattachée à la garde russe) - 5 293 hommes - 8 canons | Brigade Von Alvensleben                    | 2e Régiment de la garde à Pied            | 5 bataillons | 2 755 |
| 5e Corps de la Garde Impériale Russe - Iermolov Empire russe Royaume de Prusse - 13 393 hommes - 32 canons   | Garde Royale Prussienne (rattachée à la garde russe) - 5 293 hommes - 8 canons | Brigade Von Alvensleben                    | Artillerie de la garde                    | 1 batterie   | 8     |
| Réserve de cavalerie russe - Prince Galitzine Empire russe Royaume de Prusse - 12 935 cavaliers - 188 canons | 1re division de Cuirassiers - Déprédardovitch - 1 672 cavaliers                | 1re Brigade - Arséniev                     | Régiment des chevaliers de la Garde       | 6 escadrons  | 500   |
| Réserve de cavalerie russe - Prince Galitzine Empire russe Royaume de Prusse - 12 935 cavaliers - 188 canons | 1re division de Cuirassiers - Déprédardovitch - 1 672 cavaliers                | 1re Brigade - Arséniev                     | Régiment des Gardes à Cheval              | 6 escadrons  | 500   |
| Réserve de cavalerie russe - Prince Galitzine Empire russe Royaume de Prusse - 12 935 cavaliers - 188 canons | 1re division de Cuirassiers - Déprédardovitch - 1 672 cavaliers                | 2e brigade                                 | Régiment des cuirassiers de l'Empereur    | 4 escadrons  | 336   |
| Réserve de cavalerie russe - Prince Galitzine Empire russe Royaume de Prusse - 12 935 cavaliers - 188 canons | 1re division de Cuirassiers - Déprédardovitch - 1 672 cavaliers                | 2e brigade                                 | Régiment des cuirassiers de l'Impératrice | 4 escadrons  | 336   |
| Réserve de cavalerie russe - Prince Galitzine Empire russe Royaume de Prusse - 12 935 cavaliers - 188 canons | 2e division de Cuirassiers - Krétov - 1 344 cavaliers                          | 1re brigade - Karatiev                     | régiment d'Astrakhlan                     | 4 escadrons  | 336   |
| Réserve de cavalerie russe - Prince Galitzine Empire russe Royaume de Prusse - 12 935 cavaliers - 188 canons | 2e division de Cuirassiers - Krétov - 1 344 cavaliers                          | 1re brigade - Karatiev                     | Régiment d'Ekatérinoslav                  | 4 escadrons  | 336   |
| Réserve de cavalerie russe - Prince Galitzine Empire russe Royaume de Prusse - 12 935 cavaliers - 188 canons | 2e division de Cuirassiers - Krétov - 1 344 cavaliers                          | 2e brigade - Léontiev                      | Régiment de Gloukhov                      | 4 escadrons  | 336   |
| Réserve de cavalerie russe - Prince Galitzine Empire russe Royaume de Prusse - 12 935 cavaliers - 188 canons | 2e division de Cuirassiers - Krétov - 1 344 cavaliers                          | 2e brigade - Léontiev                      | Régiment de Pskov                         | 4 escadrons  | 336   |
| Réserve de cavalerie russe - Prince Galitzine Empire russe Royaume de Prusse - 12 935 cavaliers - 188 canons | 3e division de Cuirassiers - Duka - 1 344 cavaliers                            | 1re brigade - Goudovitch                   | Régiment de l'Ordre Militaire             | 4 escadrons  | 336   |
| Réserve de cavalerie russe - Prince Galitzine Empire russe Royaume de Prusse - 12 935 cavaliers - 188 canons | 3e division de Cuirassiers - Duka - 1 344 cavaliers                            | 1re brigade - Goudovitch                   | Régiment de la Petite Russie              | 4 escadrons  | 336   |
| Réserve de cavalerie russe - Prince Galitzine Empire russe Royaume de Prusse - 12 935 cavaliers - 188 canons | 3e division de Cuirassiers - Duka - 1 344 cavaliers                            | 2e brigade - Lévachov                      | Régiment de Novogrod                      | 4 escadrons  | 336   |
| Réserve de cavalerie russe - Prince Galitzine Empire russe Royaume de Prusse - 12 935 cavaliers - 188 canons | 3e division de Cuirassiers - Duka - 1 344 cavaliers                            | 2e brigade - Lévachov                      | Régiment de Starodoub                     | 4 escadrons  | 336   |
| Réserve de cavalerie russe - Prince Galitzine Empire russe Royaume de Prusse - 12 935 cavaliers - 188 canons | Cavalerie légère de la Garde - 1 926 cavaliers - 36 canons                     | Brigade                                    | Régiment de Hussards                      | 6 escadrons  | 500   |
| Réserve de cavalerie russe - Prince Galitzine Empire russe Royaume de Prusse - 12 935 cavaliers - 188 canons | Cavalerie légère de la Garde - 1 926 cavaliers - 36 canons                     | Brigade                                    | Régiment de Uhlans                        | 6 escadrons  | 500   |
| Réserve de cavalerie russe - Prince Galitzine Empire russe Royaume de Prusse - 12 935 cavaliers - 188 canons | Cavalerie légère de la Garde - 1 926 cavaliers - 36 canons                     | Brigade                                    | Régiment des Dragons                      | 6 escadrons  | 500   |
| Réserve de cavalerie russe - Prince Galitzine Empire russe Royaume de Prusse - 12 935 cavaliers - 188 canons | Cavalerie légère de la Garde - 1 926 cavaliers - 36 canons                     | Brigade                                    | Régiment des Cosaques                     | 4 escadrons  | 336   |
| Réserve de cavalerie russe - Prince Galitzine Empire russe Royaume de Prusse - 12 935 cavaliers - 188 canons | Cavalerie légère de la Garde - 1 926 cavaliers - 36 canons                     | Brigade                                    | Régiment des Cosaques de la Mer Noire     | 1 escadron   | 90    |
| Réserve de cavalerie russe - Prince Galitzine Empire russe Royaume de Prusse - 12 935 cavaliers - 188 canons | Cavalerie légère de la Garde - 1 926 cavaliers - 36 canons                     | Artillerie à cheval                        | 1re batterie à cheval                     | 1 batterie   | 12    |
| Réserve de cavalerie russe - Prince Galitzine Empire russe Royaume de Prusse - 12 935 cavaliers - 188 canons | Cavalerie légère de la Garde - 1 926 cavaliers - 36 canons                     | Artillerie à cheval                        | 2e batterie à cheval                      | 1 batterie   | 12    |
| Réserve de cavalerie russe - Prince Galitzine Empire russe Royaume de Prusse - 12 935 cavaliers - 188 canons | Cavalerie légère de la Garde - 1 926 cavaliers - 36 canons                     | Artillerie à cheval                        | 3e batterie à cheval                      | 1 batterie   | 12    |
| Réserve de cavalerie russe - Prince Galitzine Empire russe Royaume de Prusse - 12 935 cavaliers - 188 canons | Cavalerie de la Garde Royale Prussienne - 1 382 cavaliers - 8 canons           | Brigade                                    | Gardes du Corps                           | 4 escadrons  | 497   |
| Réserve de cavalerie russe - Prince Galitzine Empire russe Royaume de Prusse - 12 935 cavaliers - 188 canons | Cavalerie de la Garde Royale Prussienne - 1 382 cavaliers - 8 canons           | Brigade                                    | Gardes du Corps (Chasseurs)               | 1 escadron   | 101   |
| Réserve de cavalerie russe - Prince Galitzine Empire russe Royaume de Prusse - 12 935 cavaliers - 188 canons | Cavalerie de la Garde Royale Prussienne - 1 382 cavaliers - 8 canons           | Brigade                                    | Régiment de cavalerie légère              | 4 escadrons  | 656   |
| Réserve de cavalerie russe - Prince Galitzine Empire russe Royaume de Prusse - 12 935 cavaliers - 188 canons | Cavalerie de la Garde Royale Prussienne - 1 382 cavaliers - 8 canons           | Brigade                                    | Régiment de chasseurs                     | 1 escadron   | 128   |
| Réserve de cavalerie russe - Prince Galitzine Empire russe Royaume de Prusse - 12 935 cavaliers - 188 canons | Cavalerie de la Garde Royale Prussienne - 1 382 cavaliers - 8 canons           | Artillerie à Cheval                        | 4e batterie à Cheval                      | 1 batterie   | 8     |
| Réserve de cavalerie russe - Prince Galitzine Empire russe Royaume de Prusse - 12 935 cavaliers - 188 canons | Corps de cavalerie russe - Pahlen III - 2 613 cavaliers                        | 1re brigade - Rudinger                     | Régiment de Hussards de Grodno            | 6 escadrons  | 480   |
| Réserve de cavalerie russe - Prince Galitzine Empire russe Royaume de Prusse - 12 935 cavaliers - 188 canons | Corps de cavalerie russe - Pahlen III - 2 613 cavaliers                        | 1re brigade - Rudinger                     | Régiment de Hussards de Soum              | 6 escadrons  | 480   |
| Réserve de cavalerie russe - Prince Galitzine Empire russe Royaume de Prusse - 12 935 cavaliers - 188 canons | Corps de cavalerie russe - Pahlen III - 2 613 cavaliers                        | 2e brigade - Lissanevitch                  | Régiment de Uhlans de Tchougouïev         | 6 escadrons  | 480   |
| Réserve de cavalerie russe - Prince Galitzine Empire russe Royaume de Prusse - 12 935 cavaliers - 188 canons | Corps de cavalerie russe - Pahlen III - 2 613 cavaliers                        | 2e brigade - Lissanevitch                  | Régiment de Hussards de Loubno            | 4 escadrons  | 320   |
| Réserve de cavalerie russe - Prince Galitzine Empire russe Royaume de Prusse - 12 935 cavaliers - 188 canons | Corps de cavalerie russe - Pahlen III - 2 613 cavaliers                        | 3e brigade - Ilovaïski XII                 | Cosaques du Don                           | 6 escadrons  | 457   |
| Réserve de cavalerie russe - Prince Galitzine Empire russe Royaume de Prusse - 12 935 cavaliers - 188 canons | Corps de cavalerie russe - Pahlen III - 2 613 cavaliers                        | 3e brigade - Ilovaïski XII                 | Tratares de Crimée                        | 4 escadrons  | 396   |
| Réserve de cavalerie russe - Prince Galitzine Empire russe Royaume de Prusse - 12 935 cavaliers - 188 canons | Cosaques du Comte Platov - 2 654 cavaliers                                     | 1re brigade - Bergmann                     | Régiment de Tchernozoubov                 | 4 escadrons  | 308   |
| Réserve de cavalerie russe - Prince Galitzine Empire russe Royaume de Prusse - 12 935 cavaliers - 188 canons | Cosaques du Comte Platov - 2 654 cavaliers                                     | 1re brigade - Bergmann                     | Cosaques du Don et de Mer Noire           | 3 escadrons  | 260   |
| Réserve de cavalerie russe - Prince Galitzine Empire russe Royaume de Prusse - 12 935 cavaliers - 188 canons | Cosaques du Comte Platov - 2 654 cavaliers                                     | 2e brigade de cosaques du Don              | Régiment de l'Hetman                      | 6 escadrons  | 796   |
| Réserve de cavalerie russe - Prince Galitzine Empire russe Royaume de Prusse - 12 935 cavaliers - 188 canons | Cosaques du Comte Platov - 2 654 cavaliers                                     | 2e brigade de cosaques du Don              | Régiment d'Ilovaïski                      | 4 escadrons  | 443   |
| Réserve de cavalerie russe - Prince Galitzine Empire russe Royaume de Prusse - 12 935 cavaliers - 188 canons | Cosaques du Comte Platov - 2 654 cavaliers                                     | 2e brigade de cosaques du Don              | Régiment de Rebreyev                      | 4 escadrons  | 382   |
| Réserve de cavalerie russe - Prince Galitzine Empire russe Royaume de Prusse - 12 935 cavaliers - 188 canons | Cosaques du Comte Platov - 2 654 cavaliers                                     | 2e brigade de cosaques du Don              | Régiment de Grekov XXI                    | 3 escadrons  | 286   |
| Réserve de cavalerie russe - Prince Galitzine Empire russe Royaume de Prusse - 12 935 cavaliers - 188 canons | Cosaques du Comte Platov - 2 654 cavaliers                                     | 2e brigade de cosaques du Don              | Régiment de Grekov I                      | 3 escadrons  | 179   |
| Réserve de cavalerie russe - Prince Galitzine Empire russe Royaume de Prusse - 12 935 cavaliers - 188 canons | Réserve d'artillerie Russe - 144 canons                                        |                                            | 2e batterie de position                   | 1 batterie   | 12    |
| Réserve de cavalerie russe - Prince Galitzine Empire russe Royaume de Prusse - 12 935 cavaliers - 188 canons | Réserve d'artillerie Russe - 144 canons                                        | Batterie du Comte Araktchéïev              | 1 batterie                                | 12           |       |
| Réserve de cavalerie russe - Prince Galitzine Empire russe Royaume de Prusse - 12 935 cavaliers - 188 canons | Réserve d'artillerie Russe - 144 canons                                        | 1,2,10,29 batteries de positions           | 4 batteries                               | 48           |       |
| Réserve de cavalerie russe - Prince Galitzine Empire russe Royaume de Prusse - 12 935 cavaliers - 188 canons | Réserve d'artillerie Russe - 144 canons                                        | 1,3,10,16,23 batteries à cheval            | 5 batteries                               | 60           |       |
| Réserve de cavalerie russe - Prince Galitzine Empire russe Royaume de Prusse - 12 935 cavaliers - 188 canons | Réserve d'artillerie Russe - 144 canons                                        | Batterie d’Équipage des Marins de la Garde | 1 batterie                                | 12           |       |

### Armée autrichienne -Karl Schwarzenberg
| Corps | Division                                                                                | Brigade                                           | Régiment                                                  | Unités       | Force |
| --- | --------------------------------------------------------------------------------------- | ------------------------------------------------- | --------------------------------------------------------- | ------------ | ----- |
| Monarchie de Habsbourg - 2 943 hommes - 2 036 cavaliers - 12 canons                                                                 | 1re division légère - Prince Liechtenstein - 2 943 hommes - 2 036 cavaliers - 12 canons | Brigade Johann von Hardegg                        | Régiment de Chasseurs                                     | 2 bataillons | 1 377 |
| Monarchie de Habsbourg - 2 943 hommes - 2 036 cavaliers - 12 canons                                                                 | 1re division légère - Prince Liechtenstein - 2 943 hommes - 2 036 cavaliers - 12 canons | Brigade Johann von Hardegg                        | 1er régiment de chevaux-légers Kaiser (de)                | 6 escadrons  | 705   |
| Monarchie de Habsbourg - 2 943 hommes - 2 036 cavaliers - 12 canons                                                                 | 1re division légère - Prince Liechtenstein - 2 943 hommes - 2 036 cavaliers - 12 canons | Brigade Johann von Hardegg                        | Batterie à cheval                                         | 1 batterie   | 6     |
| Monarchie de Habsbourg - 2 943 hommes - 2 036 cavaliers - 12 canons                                                                 | 1re division légère - Prince Liechtenstein - 2 943 hommes - 2 036 cavaliers - 12 canons | Brigade Ludwig Heinrich August von Schreither     | 7e régiment frontalier Border                             | 1 bataillon  | 1 034 |
| Monarchie de Habsbourg - 2 943 hommes - 2 036 cavaliers - 12 canons                                                                 | 1re division légère - Prince Liechtenstein - 2 943 hommes - 2 036 cavaliers - 12 canons | Brigade Ludwig Heinrich August von Schreither     | Régiment de Chasseurs                                     | 1 bataillon  | 532   |
| Monarchie de Habsbourg - 2 943 hommes - 2 036 cavaliers - 12 canons                                                                 | 1re division légère - Prince Liechtenstein - 2 943 hommes - 2 036 cavaliers - 12 canons | Brigade Ludwig Heinrich August von Schreither     | 4e régiment de dragons Levenehr                           | 4 escadrons  | 613   |
| Monarchie de Habsbourg - 2 943 hommes - 2 036 cavaliers - 12 canons                                                                 | 1re division légère - Prince Liechtenstein - 2 943 hommes - 2 036 cavaliers - 12 canons | Brigade Ludwig Heinrich August von Schreither     | 4e régiment de chevaux-légers Vincent                     | 4 escadrons  | 718   |
| Monarchie de Habsbourg - 2 943 hommes - 2 036 cavaliers - 12 canons                                                                 | 1re division légère - Prince Liechtenstein - 2 943 hommes - 2 036 cavaliers - 12 canons | Brigade Ludwig Heinrich August von Schreither     | Batterie à cheval                                         | 1 batterie   | 6     |
| Monarchie de Habsbourg - 4 889 hommes - 2 373 cavaliers - 18 canons                                                                 | 2e division légère - Bubna - 4 889 hommes - 2 373 cavaliers - 18 canons                 | Brigade Joseph Freiherr Zechmeister von Rhenau    | 9e régiment frontalier Peterwardeiner                     | 1 bataillon  | 1 229 |
| Monarchie de Habsbourg - 4 889 hommes - 2 373 cavaliers - 18 canons                                                                 | 2e division légère - Bubna - 4 889 hommes - 2 373 cavaliers - 18 canons                 | Brigade Joseph Freiherr Zechmeister von Rhenau    | Régiment de Chasseurs                                     | 1 bataillon  | 848   |
| Monarchie de Habsbourg - 4 889 hommes - 2 373 cavaliers - 18 canons                                                                 | 2e division légère - Bubna - 4 889 hommes - 2 373 cavaliers - 18 canons                 | Brigade Joseph Freiherr Zechmeister von Rhenau    | 7e régiment de hussards Liechtenstein (de)                | 6 escadrons  | 825   |
| Monarchie de Habsbourg - 4 889 hommes - 2 373 cavaliers - 18 canons                                                                 | 2e division légère - Bubna - 4 889 hommes - 2 373 cavaliers - 18 canons                 | Brigade Joseph Freiherr Zechmeister von Rhenau    | Batterie à cheval                                         | 1 batterie   | 6     |
| Monarchie de Habsbourg - 4 889 hommes - 2 373 cavaliers - 18 canons                                                                 | 2e division légère - Bubna - 4 889 hommes - 2 373 cavaliers - 18 canons                 | Brigade Wieland                                   | 11e régiment Erzherzog Rainer                             | 1 bataillon  | 857   |
| Monarchie de Habsbourg - 4 889 hommes - 2 373 cavaliers - 18 canons                                                                 | 2e division légère - Bubna - 4 889 hommes - 2 373 cavaliers - 18 canons                 | Brigade Wieland                                   | Régiment de la Landwehr de Wurtzbourg                     | 1 bataillon  | 1 109 |
| Monarchie de Habsbourg - 4 889 hommes - 2 373 cavaliers - 18 canons                                                                 | 2e division légère - Bubna - 4 889 hommes - 2 373 cavaliers - 18 canons                 | Brigade Wieland                                   | 6e régiment de hussards Blankenstein (de)                 | 6 escadrons  | 710   |
| Monarchie de Habsbourg - 4 889 hommes - 2 373 cavaliers - 18 canons                                                                 | 2e division légère - Bubna - 4 889 hommes - 2 373 cavaliers - 18 canons                 | Brigade Wieland                                   | Batterie à cheval                                         | 1 batterie   | 6     |
| Monarchie de Habsbourg - 4 889 hommes - 2 373 cavaliers - 18 canons                                                                 | 2e division légère - Bubna - 4 889 hommes - 2 373 cavaliers - 18 canons                 | Brigade du Comte von Neipperg                     | Régiment de Chasseurs                                     | 1 bataillon  | 846   |
| Monarchie de Habsbourg - 4 889 hommes - 2 373 cavaliers - 18 canons                                                                 | 2e division légère - Bubna - 4 889 hommes - 2 373 cavaliers - 18 canons                 | Brigade du Comte von Neipperg                     | 1er régiment de hussards Kaiser (de)                      | 6 escadrons  | 838   |
| Monarchie de Habsbourg - 4 889 hommes - 2 373 cavaliers - 18 canons                                                                 | 2e division légère - Bubna - 4 889 hommes - 2 373 cavaliers - 18 canons                 | Brigade du Comte von Neipperg                     | Batterie à cheval                                         | 1 batterie   | 6     |
| 1er Corps - Feldzeugmeister Hieronymus von Colloredo-Mannsfeld Monarchie de Habsbourg - 18 009 hommes - 1 591 cavaliers - 56 canons | 1re Division - Hardegg - 1 174 hommes - 1 591 cavaliers - 8 canons                      | Brigade Raigencourt                               | 12e régiment frontalier Deutsch-Banater                   | 2 bataillons | 1 174 |
| 1er Corps - Feldzeugmeister Hieronymus von Colloredo-Mannsfeld Monarchie de Habsbourg - 18 009 hommes - 1 591 cavaliers - 56 canons | 1re Division - Hardegg - 1 174 hommes - 1 591 cavaliers - 8 canons                      | Brigade Raigencourt                               | 4e régiment de hussards Hesse-Hombourg (de)               | 6 escadrons  | 723   |
| 1er Corps - Feldzeugmeister Hieronymus von Colloredo-Mannsfeld Monarchie de Habsbourg - 18 009 hommes - 1 591 cavaliers - 56 canons | 1re Division - Hardegg - 1 174 hommes - 1 591 cavaliers - 8 canons                      | Brigade Raigencourt                               | 6e régiment de dragons Riesch                             | 6 escadrons  | 868   |
| 1er Corps - Feldzeugmeister Hieronymus von Colloredo-Mannsfeld Monarchie de Habsbourg - 18 009 hommes - 1 591 cavaliers - 56 canons | 1re Division - Hardegg - 1 174 hommes - 1 591 cavaliers - 8 canons                      | Brigade Raigencourt                               | Batterie à Cheval                                         | 1 batterie   | 8     |
| 1er Corps - Feldzeugmeister Hieronymus von Colloredo-Mannsfeld Monarchie de Habsbourg - 18 009 hommes - 1 591 cavaliers - 56 canons | 2e division - von Wimpffen - 9 289 hommes - 16 canons                                   | Brigade Samuel von Giffing (tué dans la bataille) | 54e régiment d'infanterie Froon                           | 3 bataillons | 2 457 |
| 1er Corps - Feldzeugmeister Hieronymus von Colloredo-Mannsfeld Monarchie de Habsbourg - 18 009 hommes - 1 591 cavaliers - 56 canons | 2e division - von Wimpffen - 9 289 hommes - 16 canons                                   | Brigade Samuel von Giffing (tué dans la bataille) | 25e régiment d'infanterie de Vaux                         | 3 bataillons | 2 469 |
| 1er Corps - Feldzeugmeister Hieronymus von Colloredo-Mannsfeld Monarchie de Habsbourg - 18 009 hommes - 1 591 cavaliers - 56 canons | 2e division - von Wimpffen - 9 289 hommes - 16 canons                                   | Brigade Samuel von Giffing (tué dans la bataille) | Batterie à pied                                           | 1 batterie   | 8     |
| 1er Corps - Feldzeugmeister Hieronymus von Colloredo-Mannsfeld Monarchie de Habsbourg - 18 009 hommes - 1 591 cavaliers - 56 canons | 2e division - von Wimpffen - 9 289 hommes - 16 canons                                   | Brigade Josef Czerwenka                           | 35e régiment d'infanterie Argenteau                       | 3 bataillons | 2 601 |
| 1er Corps - Feldzeugmeister Hieronymus von Colloredo-Mannsfeld Monarchie de Habsbourg - 18 009 hommes - 1 591 cavaliers - 56 canons | 2e division - von Wimpffen - 9 289 hommes - 16 canons                                   | Brigade Josef Czerwenka                           | 42e régiment d'infanterie Erbach                          | 2 bataillons | 1 762 |
| 1er Corps - Feldzeugmeister Hieronymus von Colloredo-Mannsfeld Monarchie de Habsbourg - 18 009 hommes - 1 591 cavaliers - 56 canons | 2e division - von Wimpffen - 9 289 hommes - 16 canons                                   | Brigade Josef Czerwenka                           | Batterie à pied                                           | 1 batterie   | 8     |
| 1er Corps - Feldzeugmeister Hieronymus von Colloredo-Mannsfeld Monarchie de Habsbourg - 18 009 hommes - 1 591 cavaliers - 56 canons | 3e division - Generalmajor Carl von Greth - 8 720 hommes - 14 canons                    | Brigade Generalmajor Franz Mumb von Mühlheim      | 30e régiment d'infanterie Prinz de Ligne                  | 3 bataillons | 2 445 |
| 1er Corps - Feldzeugmeister Hieronymus von Colloredo-Mannsfeld Monarchie de Habsbourg - 18 009 hommes - 1 591 cavaliers - 56 canons | 3e division - Generalmajor Carl von Greth - 8 720 hommes - 14 canons                    | Brigade Generalmajor Franz Mumb von Mühlheim      | 9e régiment d'infanterie Czartorski                       | 2 bataillons | 1 816 |
| 1er Corps - Feldzeugmeister Hieronymus von Colloredo-Mannsfeld Monarchie de Habsbourg - 18 009 hommes - 1 591 cavaliers - 56 canons | 3e division - Generalmajor Carl von Greth - 8 720 hommes - 14 canons                    | Brigade Generalmajor Franz Mumb von Mühlheim      | Batterie à pied                                           | 1 batterie   | 8     |
| 1er Corps - Feldzeugmeister Hieronymus von Colloredo-Mannsfeld Monarchie de Habsbourg - 18 009 hommes - 1 591 cavaliers - 56 canons | 3e division - Generalmajor Carl von Greth - 8 720 hommes - 14 canons                    | Brigade Generalmajor Karl Paul von Quosdanovich   | 21e régiment d'infanterie Albert Giulay                   | 2 bataillons | 1 828 |
| 1er Corps - Feldzeugmeister Hieronymus von Colloredo-Mannsfeld Monarchie de Habsbourg - 18 009 hommes - 1 591 cavaliers - 56 canons | 3e division - Generalmajor Carl von Greth - 8 720 hommes - 14 canons                    | Brigade Generalmajor Karl Paul von Quosdanovich   | 17e régiment d'infanterie Reuss-Plauen                    | 3 bataillons | 2 631 |
| 1er Corps - Feldzeugmeister Hieronymus von Colloredo-Mannsfeld Monarchie de Habsbourg - 18 009 hommes - 1 591 cavaliers - 56 canons | 3e division - Generalmajor Carl von Greth - 8 720 hommes - 14 canons                    | Brigade Generalmajor Karl Paul von Quosdanovich   | Batterie à pied                                           | 1 batterie   | 6     |
| 1er Corps - Feldzeugmeister Hieronymus von Colloredo-Mannsfeld Monarchie de Habsbourg - 18 009 hommes - 1 591 cavaliers - 56 canons | Réserve d'artillerie du 1er Corps - 18 canons                                           |                                                   | Batterie lourde de position                               | 1 batterie   | 6     |
| 1er Corps - Feldzeugmeister Hieronymus von Colloredo-Mannsfeld Monarchie de Habsbourg - 18 009 hommes - 1 591 cavaliers - 56 canons | Réserve d'artillerie du 1er Corps - 18 canons                                           | Batterie de position                              | 2 batteries                                               | 12           |       |
| 2e corps - Général Maximilian comte Merveldt Monarchie de Habsbourg - 13 037 hommes - 1 092 cavaliers - 50 canons                   | 1re division - Ignaz von Lederer - 3 674 hommes - 1 092 cavaliers - 16 canons           | Brigade Sorenberg                                 | 8e régiment frontalier Gradiskaner                        | 1 bataillon  | 997   |
| 2e corps - Général Maximilian comte Merveldt Monarchie de Habsbourg - 13 037 hommes - 1 092 cavaliers - 50 canons                   | 1re division - Ignaz von Lederer - 3 674 hommes - 1 092 cavaliers - 16 canons           | Brigade Sorenberg                                 | 8e régiment de hussards Kienmayer (de)                    | 6 escadrons  | 568   |
| 2e corps - Général Maximilian comte Merveldt Monarchie de Habsbourg - 13 037 hommes - 1 092 cavaliers - 50 canons                   | 1re division - Ignaz von Lederer - 3 674 hommes - 1 092 cavaliers - 16 canons           | Brigade Sorenberg                                 | 1er régiment de dragons Erzherzog                         | 4 escadrons  | 524   |
| 2e corps - Général Maximilian comte Merveldt Monarchie de Habsbourg - 13 037 hommes - 1 092 cavaliers - 50 canons                   | 1re division - Ignaz von Lederer - 3 674 hommes - 1 092 cavaliers - 16 canons           | Brigade Sorenberg                                 | Batterie à pied                                           | 1 batterie   | 8     |
| 2e corps - Général Maximilian comte Merveldt Monarchie de Habsbourg - 13 037 hommes - 1 092 cavaliers - 50 canons                   | 1re division - Ignaz von Lederer - 3 674 hommes - 1 092 cavaliers - 16 canons           | Brigade Longueville                               | 24e régiment d'infanterie Strauch                         | 2 bataillons | 1 085 |
| 2e corps - Général Maximilian comte Merveldt Monarchie de Habsbourg - 13 037 hommes - 1 092 cavaliers - 50 canons                   | 1re division - Ignaz von Lederer - 3 674 hommes - 1 092 cavaliers - 16 canons           | Brigade Longueville                               | 44e régiment d'infanterie Bellegarde                      | 2 bataillons | 1 592 |
| 2e corps - Général Maximilian comte Merveldt Monarchie de Habsbourg - 13 037 hommes - 1 092 cavaliers - 50 canons                   | 1re division - Ignaz von Lederer - 3 674 hommes - 1 092 cavaliers - 16 canons           | Brigade Longueville                               | Batterie à pied                                           | 1 batterie   | 8     |
| 2e corps - Général Maximilian comte Merveldt Monarchie de Habsbourg - 13 037 hommes - 1 092 cavaliers - 50 canons                   | 2e division - Prince Alois de Liechtenstein - 9 363 hommes - 16 canons                  | Brigade von Ennsbruck                             | 20e régiment d'infanterie Kaunitz                         | 3 bataillons | 2 137 |
| 2e corps - Général Maximilian comte Merveldt Monarchie de Habsbourg - 13 037 hommes - 1 092 cavaliers - 50 canons                   | 2e division - Prince Alois de Liechtenstein - 9 363 hommes - 16 canons                  | Brigade von Ennsbruck                             | 56e régiment d'infanterie Wenzel Colloredo                | 3 bataillons | 1 924 |
| 2e corps - Général Maximilian comte Merveldt Monarchie de Habsbourg - 13 037 hommes - 1 092 cavaliers - 50 canons                   | 2e division - Prince Alois de Liechtenstein - 9 363 hommes - 16 canons                  | Brigade von Ennsbruck                             | batterie à pied                                           | 1 batterie   | 8     |
| 2e corps - Général Maximilian comte Merveldt Monarchie de Habsbourg - 13 037 hommes - 1 092 cavaliers - 50 canons                   | 2e division - Prince Alois de Liechtenstein - 9 363 hommes - 16 canons                  | Brigade von Mecsery                               | 18e régiment d'infanterie Reuss-Greiz                     | 2 bataillons | 1 651 |
| 2e corps - Général Maximilian comte Merveldt Monarchie de Habsbourg - 13 037 hommes - 1 092 cavaliers - 50 canons                   | 2e division - Prince Alois de Liechtenstein - 9 363 hommes - 16 canons                  | Brigade von Mecsery                               | 47e régiment d'infanterie Vogelsang                       | 3 bataillons | 2 492 |
| 2e corps - Général Maximilian comte Merveldt Monarchie de Habsbourg - 13 037 hommes - 1 092 cavaliers - 50 canons                   | 2e division - Prince Alois de Liechtenstein - 9 363 hommes - 16 canons                  | Brigade von Mecsery                               | 11e régiment de Landwehr Erzherzog Rainer                 | 2 bataillons | 1 159 |
| 2e corps - Général Maximilian comte Merveldt Monarchie de Habsbourg - 13 037 hommes - 1 092 cavaliers - 50 canons                   | 2e division - Prince Alois de Liechtenstein - 9 363 hommes - 16 canons                  | Brigade von Mecsery                               | Batterie à pied                                           | 1 batterie   | 8     |
| 2e corps - Général Maximilian comte Merveldt Monarchie de Habsbourg - 13 037 hommes - 1 092 cavaliers - 50 canons                   | Réserve d'artillerie - 18 canons                                                        |                                                   | Batterie lourde de position                               | 1 batterie   | 6     |
| 2e corps - Général Maximilian comte Merveldt Monarchie de Habsbourg - 13 037 hommes - 1 092 cavaliers - 50 canons                   | Réserve d'artillerie - 18 canons                                                        | Batterie de position                              | 2 batteries                                               | 12           |       |
| 3e corps - Feldzeugmeister comte Ignaz Giulay Monarchie de Habsbourg - 18 809 hommes - 1 707 cavaliers - 56 canons                  | 1re division - Crenneville - 1 903 hommes - 1 707 cavaliers - 6 canons                  | Brigade von Hecht                                 | 5e régiment frontalier Warasdin-Kreuzer                   | 1 bataillon  | 899   |
| 3e corps - Feldzeugmeister comte Ignaz Giulay Monarchie de Habsbourg - 18 809 hommes - 1 707 cavaliers - 56 canons                  | 1re division - Crenneville - 1 903 hommes - 1 707 cavaliers - 6 canons                  | Brigade von Hecht                                 | 6e régiment frontalier Warasdin-St Georg                  | 1 bataillon  | 1 004 |
| 3e corps - Feldzeugmeister comte Ignaz Giulay Monarchie de Habsbourg - 18 809 hommes - 1 707 cavaliers - 56 canons                  | 1re division - Crenneville - 1 903 hommes - 1 707 cavaliers - 6 canons                  | Brigade von Hecht                                 | 5e régiment de chevaux-légers Klenau                      | 7 escadrons  | 903   |
| 3e corps - Feldzeugmeister comte Ignaz Giulay Monarchie de Habsbourg - 18 809 hommes - 1 707 cavaliers - 56 canons                  | 1re division - Crenneville - 1 903 hommes - 1 707 cavaliers - 6 canons                  | Brigade von Hecht                                 | 6e régiment de chevaux-légers Rosenberg                   | 6 escadrons  | 804   |
| 3e corps - Feldzeugmeister comte Ignaz Giulay Monarchie de Habsbourg - 18 809 hommes - 1 707 cavaliers - 56 canons                  | 1re division - Crenneville - 1 903 hommes - 1 707 cavaliers - 6 canons                  | Brigade von Hecht                                 | Batterie à pied                                           | 1 batterie   | 6     |
| 3e corps - Feldzeugmeister comte Ignaz Giulay Monarchie de Habsbourg - 18 809 hommes - 1 707 cavaliers - 56 canons                  | 2e division - Murray de Malgum - 8 722 hommes - 16 canons                               | Brigade Lamezan-Salins                            | 8e régiment d'infanterie Erzherzog Ludwig                 | 3 bataillons | 2 845 |
| 3e corps - Feldzeugmeister comte Ignaz Giulay Monarchie de Habsbourg - 18 809 hommes - 1 707 cavaliers - 56 canons                  | 2e division - Murray de Malgum - 8 722 hommes - 16 canons                               | Brigade Lamezan-Salins                            | 7e régiment d'infanterie Würzburg                         | 3 bataillons | 2 722 |
| 3e corps - Feldzeugmeister comte Ignaz Giulay Monarchie de Habsbourg - 18 809 hommes - 1 707 cavaliers - 56 canons                  | 2e division - Murray de Malgum - 8 722 hommes - 16 canons                               | Brigade Lamezan-Salins                            | Batterie à pied                                           | 1 batterie   | 8     |
| 3e corps - Feldzeugmeister comte Ignaz Giulay Monarchie de Habsbourg - 18 809 hommes - 1 707 cavaliers - 56 canons                  | 2e division - Murray de Malgum - 8 722 hommes - 16 canons                               | Brigade Weigel von Löwenwarth                     | 37e régiment d'infanterie Mariassy                        | 2 bataillons | 1 503 |
| 3e corps - Feldzeugmeister comte Ignaz Giulay Monarchie de Habsbourg - 18 809 hommes - 1 707 cavaliers - 56 canons                  | 2e division - Murray de Malgum - 8 722 hommes - 16 canons                               | Brigade Weigel von Löwenwarth                     | 60e régiment d'infanterie Ignaz Giulay                    | 2 bataillons | 1 652 |
| 3e corps - Feldzeugmeister comte Ignaz Giulay Monarchie de Habsbourg - 18 809 hommes - 1 707 cavaliers - 56 canons                  | 2e division - Murray de Malgum - 8 722 hommes - 16 canons                               | Brigade Weigel von Löwenwarth                     | Batterie à pied                                           | 1 batterie   | 8     |
| 3e corps - Feldzeugmeister comte Ignaz Giulay Monarchie de Habsbourg - 18 809 hommes - 1 707 cavaliers - 56 canons                  | 3e division - Prince Philippe de Hesse Hombourg - 8 194 hommes - 16 canons              | Brigade Czollich                                  | 41e régiment d'infanterie Kottulinsky                     | 3 bataillons | 2 214 |
| 3e corps - Feldzeugmeister comte Ignaz Giulay Monarchie de Habsbourg - 18 809 hommes - 1 707 cavaliers - 56 canons                  | 3e division - Prince Philippe de Hesse Hombourg - 8 194 hommes - 16 canons              | Brigade Czollich                                  | 1er régiment d'infanterie Kaiser                          | 2 bataillons | 1 588 |
| 3e corps - Feldzeugmeister comte Ignaz Giulay Monarchie de Habsbourg - 18 809 hommes - 1 707 cavaliers - 56 canons                  | 3e division - Prince Philippe de Hesse Hombourg - 8 194 hommes - 16 canons              | Brigade Czollich                                  | Batterie à pied                                           | 1 batterie   | 8     |
| 3e corps - Feldzeugmeister comte Ignaz Giulay Monarchie de Habsbourg - 18 809 hommes - 1 707 cavaliers - 56 canons                  | 3e division - Prince Philippe de Hesse Hombourg - 8 194 hommes - 16 canons              | Brigade Grimmer von Riesenburg                    | 36e régiment d'infanterie Kollowrath                      | 2 bataillons | 1 602 |
| 3e corps - Feldzeugmeister comte Ignaz Giulay Monarchie de Habsbourg - 18 809 hommes - 1 707 cavaliers - 56 canons                  | 3e division - Prince Philippe de Hesse Hombourg - 8 194 hommes - 16 canons              | Brigade Grimmer von Riesenburg                    | 28e régiment d'infanterie Fröhlich                        | 3 bataillons | 2 790 |
| 3e corps - Feldzeugmeister comte Ignaz Giulay Monarchie de Habsbourg - 18 809 hommes - 1 707 cavaliers - 56 canons                  | 3e division - Prince Philippe de Hesse Hombourg - 8 194 hommes - 16 canons              | Brigade Grimmer von Riesenburg                    | Batterie à pied                                           | 1 batterie   | 8     |
| 3e corps - Feldzeugmeister comte Ignaz Giulay Monarchie de Habsbourg - 18 809 hommes - 1 707 cavaliers - 56 canons                  | Réserve d'artillerie - 18 canons                                                        |                                                   | Batterie lourde de position                               | 1 batterie   | 6     |
| 3e corps - Feldzeugmeister comte Ignaz Giulay Monarchie de Habsbourg - 18 809 hommes - 1 707 cavaliers - 56 canons                  | Réserve d'artillerie - 18 canons                                                        | Batterie de position                              | 2 batteries                                               | 12           |       |
| 4e corps - Général comte Johann Klenau Monarchie de Habsbourg - 21 269 hommes - 3 285 cavaliers - 56 canons                         | 1re division - Joseph von Mohr - 2 614 hommes - 2 094 cavaliers - 10 canons             | Brigade Baumgarten                                | 16e régiment frontalier Walachisches                      | 1 bataillon  | 986   |
| 4e corps - Général comte Johann Klenau Monarchie de Habsbourg - 21 269 hommes - 3 285 cavaliers - 56 canons                         | 1re division - Joseph von Mohr - 2 614 hommes - 2 094 cavaliers - 10 canons             | Brigade Baumgarten                                | 13e régiment frontalier Walachisch-Illyrisches            | 2 bataillons | 1 628 |
| 4e corps - Général comte Johann Klenau Monarchie de Habsbourg - 21 269 hommes - 3 285 cavaliers - 56 canons                         | 1re division - Joseph von Mohr - 2 614 hommes - 2 094 cavaliers - 10 canons             | Brigade Baumgarten                                | 2e régiment de chevaux-légers                             | 6 escadrons  | 690   |
| 4e corps - Général comte Johann Klenau Monarchie de Habsbourg - 21 269 hommes - 3 285 cavaliers - 56 canons                         | 1re division - Joseph von Mohr - 2 614 hommes - 2 094 cavaliers - 10 canons             | Brigade Baumgarten                                | 12e régiment de hussards palatins (de)                    | 6 escadrons  | 778   |
| 4e corps - Général comte Johann Klenau Monarchie de Habsbourg - 21 269 hommes - 3 285 cavaliers - 56 canons                         | 1re division - Joseph von Mohr - 2 614 hommes - 2 094 cavaliers - 10 canons             | Brigade Baumgarten                                | 3e régiment de hussards Erzherzog Ferdinand (de)          | 6 escadrons  | 626   |
| 4e corps - Général comte Johann Klenau Monarchie de Habsbourg - 21 269 hommes - 3 285 cavaliers - 56 canons                         | 1re division - Joseph von Mohr - 2 614 hommes - 2 094 cavaliers - 10 canons             | Brigade Baumgarten                                | Batterie à cheval                                         | 2 batteries  | 10    |
| 4e corps - Général comte Johann Klenau Monarchie de Habsbourg - 21 269 hommes - 3 285 cavaliers - 56 canons                         | 2e division - Prince Ludwig de Hohenlohe-Bartenstein - 9 878 hommes - 16 canons         | Brigade Josef von Schäffer                        | 57 régiment d'infanterie Wenzel Joseph von Colloredo (de) | 2 bataillons | 2 014 |
| 4e corps - Général comte Johann Klenau Monarchie de Habsbourg - 21 269 hommes - 3 285 cavaliers - 56 canons                         | 2e division - Prince Ludwig de Hohenlohe-Bartenstein - 9 878 hommes - 16 canons         | Brigade Josef von Schäffer                        | 15e régiment d'infanterie Zach                            | 3 bataillons | 2 721 |
| 4e corps - Général comte Johann Klenau Monarchie de Habsbourg - 21 269 hommes - 3 285 cavaliers - 56 canons                         | 2e division - Prince Ludwig de Hohenlohe-Bartenstein - 9 878 hommes - 16 canons         | Brigade Josef von Schäffer                        | Batterie à pied                                           | 1 batterie   | 8     |
| 4e corps - Général comte Johann Klenau Monarchie de Habsbourg - 21 269 hommes - 3 285 cavaliers - 56 canons                         | 2e division - Prince Ludwig de Hohenlohe-Bartenstein - 9 878 hommes - 16 canons         | Brigade Franz Splenyi                             | 40e régiment d'infanterie Würtemberg                      | 3 bataillons | 2 631 |
| 4e corps - Général comte Johann Klenau Monarchie de Habsbourg - 21 269 hommes - 3 285 cavaliers - 56 canons                         | 2e division - Prince Ludwig de Hohenlohe-Bartenstein - 9 878 hommes - 16 canons         | Brigade Franz Splenyi                             | 29e régiment d'infanterie Lindenau                        | 3 bataillons | 2 512 |
| 4e corps - Général comte Johann Klenau Monarchie de Habsbourg - 21 269 hommes - 3 285 cavaliers - 56 canons                         | 2e division - Prince Ludwig de Hohenlohe-Bartenstein - 9 878 hommes - 16 canons         | Brigade Franz Splenyi                             | Batterie à pied                                           | 1 batterie   | 8     |
| 4e corps - Général comte Johann Klenau Monarchie de Habsbourg - 21 269 hommes - 3 285 cavaliers - 56 canons                         | 3e division - Mayer von Heldensfeld - 8 777 hommes - 14 canons                          | Brigade von Abele                                 | 12e régiment d'infanterie Alois Liechtenstein             | 3 bataillons | 2 725 |
| 4e corps - Général comte Johann Klenau Monarchie de Habsbourg - 21 269 hommes - 3 285 cavaliers - 56 canons                         | 3e division - Mayer von Heldensfeld - 8 777 hommes - 14 canons                          | Brigade von Abele                                 | 22e régiment d'infanterie Koburg                          | 3 bataillons | 2 681 |
| 4e corps - Général comte Johann Klenau Monarchie de Habsbourg - 21 269 hommes - 3 285 cavaliers - 56 canons                         | 3e division - Mayer von Heldensfeld - 8 777 hommes - 14 canons                          | Brigade von Abele                                 | Batterie à pied                                           | 1 batterie   | 8     |
| 4e corps - Général comte Johann Klenau Monarchie de Habsbourg - 21 269 hommes - 3 285 cavaliers - 56 canons                         | 3e division - Mayer von Heldensfeld - 8 777 hommes - 14 canons                          | Brigade Albrecht de Best                          | 3e régiment d'infanterie Erzherzog                        | 2 bataillons | 1 805 |
| 4e corps - Général comte Johann Klenau Monarchie de Habsbourg - 21 269 hommes - 3 285 cavaliers - 56 canons                         | 3e division - Mayer von Heldensfeld - 8 777 hommes - 14 canons                          | Brigade Albrecht de Best                          | 49e régiment d'infanterie Kerpen                          | 2 bataillons | 1 566 |
| 4e corps - Général comte Johann Klenau Monarchie de Habsbourg - 21 269 hommes - 3 285 cavaliers - 56 canons                         | 3e division - Mayer von Heldensfeld - 8 777 hommes - 14 canons                          | Brigade Albrecht de Best                          | Batterie à pied                                           | 1 batterie   | 6     |
| 4e corps - Général comte Johann Klenau Monarchie de Habsbourg - 21 269 hommes - 3 285 cavaliers - 56 canons                         | Cavalerie du 4e corps - 1 191 cavaliers                                                 | Brigade Desfours                                  | 1er régiment de cuirassiers Kaiser                        | 6 escadrons  | 614   |
| 4e corps - Général comte Johann Klenau Monarchie de Habsbourg - 21 269 hommes - 3 285 cavaliers - 56 canons                         | Cavalerie du 4e corps - 1 191 cavaliers                                                 | Brigade Desfours                                  | 3e régiment de chevaux-légers O'Reilly (de)               | 6 escadrons  | 577   |
| 4e corps - Général comte Johann Klenau Monarchie de Habsbourg - 21 269 hommes - 3 285 cavaliers - 56 canons                         | Réserve d'artillerie - 16 canons                                                        |                                                   | Batterie lourde de position                               | 1 batterie   | 8     |
| 4e corps - Général comte Johann Klenau Monarchie de Habsbourg - 21 269 hommes - 3 285 cavaliers - 56 canons                         | Réserve d'artillerie - 16 canons                                                        | Batterie légère                                   | 1 batterie                                                | 8            |       |
| Réserve d'infanterie - Général prince Frédéric de Hesse-Hombourg Monarchie de Habsbourg - 16 297 hommes - 40 canons                 | 1re division - Comte Weissenwolff - 5 794 hommes - 16 canons                            | Brigade Fürstenwärther                            | Grenadiers Czarnotzky                                     | 1 bataillon  | 779   |
| Réserve d'infanterie - Général prince Frédéric de Hesse-Hombourg Monarchie de Habsbourg - 16 297 hommes - 40 canons                 | 1re division - Comte Weissenwolff - 5 794 hommes - 16 canons                            | Brigade Fürstenwärther                            | Grenadiers Obermayer                                      | 1 bataillon  | 792   |
| Réserve d'infanterie - Général prince Frédéric de Hesse-Hombourg Monarchie de Habsbourg - 16 297 hommes - 40 canons                 | 1re division - Comte Weissenwolff - 5 794 hommes - 16 canons                            | Brigade Fürstenwärther                            | Grenadiers Berger                                         | 1 bataillon  | 762   |
| Réserve d'infanterie - Général prince Frédéric de Hesse-Hombourg Monarchie de Habsbourg - 16 297 hommes - 40 canons                 | 1re division - Comte Weissenwolff - 5 794 hommes - 16 canons                            | Brigade Fürstenwärther                            | Grenadiers Oklopsia                                       | 1 bataillon  | 736   |
| Réserve d'infanterie - Général prince Frédéric de Hesse-Hombourg Monarchie de Habsbourg - 16 297 hommes - 40 canons                 | 1re division - Comte Weissenwolff - 5 794 hommes - 16 canons                            | Brigade Fürstenwärther                            | Batterie à pied                                           | 1 batterie   | 8     |
| Réserve d'infanterie - Général prince Frédéric de Hesse-Hombourg Monarchie de Habsbourg - 16 297 hommes - 40 canons                 | 1re division - Comte Weissenwolff - 5 794 hommes - 16 canons                            | Brigade Weissenwolff                              | Grenadiers Habinay                                        | 1 bataillon  | 558   |
| Réserve d'infanterie - Général prince Frédéric de Hesse-Hombourg Monarchie de Habsbourg - 16 297 hommes - 40 canons                 | 1re division - Comte Weissenwolff - 5 794 hommes - 16 canons                            | Brigade Weissenwolff                              | Grenadiers Portner                                        | 1 bataillon  | 752   |
| Réserve d'infanterie - Général prince Frédéric de Hesse-Hombourg Monarchie de Habsbourg - 16 297 hommes - 40 canons                 | 1re division - Comte Weissenwolff - 5 794 hommes - 16 canons                            | Brigade Weissenwolff                              | Grenadiers Fischer                                        | 1 bataillon  | 705   |
| Réserve d'infanterie - Général prince Frédéric de Hesse-Hombourg Monarchie de Habsbourg - 16 297 hommes - 40 canons                 | 1re division - Comte Weissenwolff - 5 794 hommes - 16 canons                            | Brigade Weissenwolff                              | Grenadiers Call                                           | 1 bataillon  | 710   |
| Réserve d'infanterie - Général prince Frédéric de Hesse-Hombourg Monarchie de Habsbourg - 16 297 hommes - 40 canons                 | 1re division - Comte Weissenwolff - 5 794 hommes - 16 canons                            | Brigade Weissenwolff                              | Batterie à pied                                           | 1 batterie   | 8     |
| Réserve d'infanterie - Général prince Frédéric de Hesse-Hombourg Monarchie de Habsbourg - 16 297 hommes - 40 canons                 | 2e division - von Bianchi - 10 503 hommes - 24 canons                                   | Brigade Auguste von Beck                          | 2e régiment d'infanterie Hiller                           | 2 bataillons | 1 904 |
| Réserve d'infanterie - Général prince Frédéric de Hesse-Hombourg Monarchie de Habsbourg - 16 297 hommes - 40 canons                 | 2e division - von Bianchi - 10 503 hommes - 24 canons                                   | Brigade Auguste von Beck                          | 33e régiment d'infanterie Hieronymus Colloredo            | 2 bataillons | 1 824 |
| Réserve d'infanterie - Général prince Frédéric de Hesse-Hombourg Monarchie de Habsbourg - 16 297 hommes - 40 canons                 | 2e division - von Bianchi - 10 503 hommes - 24 canons                                   | Brigade Auguste von Beck                          | Batterie à pied                                           | 1 batterie   | 8     |
| Réserve d'infanterie - Général prince Frédéric de Hesse-Hombourg Monarchie de Habsbourg - 16 297 hommes - 40 canons                 | 2e division - von Bianchi - 10 503 hommes - 24 canons                                   | Brigade Eugène Comte Haugwitz                     | 19e régiment d'infanterie Hessen-Homburg                  | 2 bataillons | 1 626 |
| Réserve d'infanterie - Général prince Frédéric de Hesse-Hombourg Monarchie de Habsbourg - 16 297 hommes - 40 canons                 | 2e division - von Bianchi - 10 503 hommes - 24 canons                                   | Brigade Eugène Comte Haugwitz                     | 48e régiment d'infanterie Simbschen                       | 2 bataillons | 1 475 |
| Réserve d'infanterie - Général prince Frédéric de Hesse-Hombourg Monarchie de Habsbourg - 16 297 hommes - 40 canons                 | 2e division - von Bianchi - 10 503 hommes - 24 canons                                   | Brigade Eugène Comte Haugwitz                     | Batterie à pied                                           | 1 batterie   | 8     |
| Réserve d'infanterie - Général prince Frédéric de Hesse-Hombourg Monarchie de Habsbourg - 16 297 hommes - 40 canons                 | 2e division - von Bianchi - 10 503 hommes - 24 canons                                   | Brigade Karl von Quallenberg                      | 32e régiment d'infanterie Esterhazy                       | 2 bataillons | 1 596 |
| Réserve d'infanterie - Général prince Frédéric de Hesse-Hombourg Monarchie de Habsbourg - 16 297 hommes - 40 canons                 | 2e division - von Bianchi - 10 503 hommes - 24 canons                                   | Brigade Karl von Quallenberg                      | 34e régiment d'infanterie Davidovich                      | 2 bataillons | 2 078 |
| Réserve d'infanterie - Général prince Frédéric de Hesse-Hombourg Monarchie de Habsbourg - 16 297 hommes - 40 canons                 | 2e division - von Bianchi - 10 503 hommes - 24 canons                                   | Brigade Karl von Quallenberg                      | Batterie à pied                                           | 1 batterie   | 8     |
| Corps de Cuirassiers - Feldmarschlleutnant Comte Johann Nepomuk von Nostitz-Rieneck Monarchie de Habsbourg - 3 417 cavaliers        | 1re division - Johann Nepomuk Graf von Klebelsberg - 2 318 cavaliers                    | Brigade von Rothkirch                             | 2e régiment de cuirassiers Erzherzog Franz                | 4 escadrons  | 497   |
| Corps de Cuirassiers - Feldmarschlleutnant Comte Johann Nepomuk von Nostitz-Rieneck Monarchie de Habsbourg - 3 417 cavaliers        | 1re division - Johann Nepomuk Graf von Klebelsberg - 2 318 cavaliers                    | Brigade von Rothkirch                             | 4e régiment de cuirassiers Kronprinz Ferdinand            | 4 escadrons  | 443   |
| Corps de Cuirassiers - Feldmarschlleutnant Comte Johann Nepomuk von Nostitz-Rieneck Monarchie de Habsbourg - 3 417 cavaliers        | 1re division - Johann Nepomuk Graf von Klebelsberg - 2 318 cavaliers                    | Brigade Auersperg                                 | 8e régiment de cuirassiers Hohenzollern                   | 6 escadrons  | 626   |
| Corps de Cuirassiers - Feldmarschlleutnant Comte Johann Nepomuk von Nostitz-Rieneck Monarchie de Habsbourg - 3 417 cavaliers        | 1re division - Johann Nepomuk Graf von Klebelsberg - 2 318 cavaliers                    | Brigade Auersperg                                 | 5e régiment de cuirassiers Sommariva                      | 6 escadrons  | 752   |
| Corps de Cuirassiers - Feldmarschlleutnant Comte Johann Nepomuk von Nostitz-Rieneck Monarchie de Habsbourg - 3 417 cavaliers        | 2e division - Civalart - 1 099 cavaliers                                                | Brigade Kuttalek von Ehrengreif                   | 3e régiment de cuirassiers Herzog Albert                  | 4 escadrons  | 537   |
| Corps de Cuirassiers - Feldmarschlleutnant Comte Johann Nepomuk von Nostitz-Rieneck Monarchie de Habsbourg - 3 417 cavaliers        | 2e division - Civalart - 1 099 cavaliers                                                | Brigade Kuttalek von Ehrengreif                   | 7e régiment de cuirassiers Lothringen                     | 4 escadrons  | 562   |
| Réserve d'artillerie Monarchie de Habsbourg - 112 canons                                                                            |                                                                                         |                                                   | Batterie légère à pied                                    | 2 batteries  | 16    |
| Réserve d'artillerie Monarchie de Habsbourg - 112 canons                                                                            | Batterie à pied                                                                         | 2 batteries                                       | 12                                                        |              |       |
| Réserve d'artillerie Monarchie de Habsbourg - 112 canons                                                                            | Batterie lourde                                                                         | 8 batteries                                       | 48                                                        |              |       |
| Réserve d'artillerie Monarchie de Habsbourg - 112 canons                                                                            | Batterie d'obusiers                                                                     | 2 batteries                                       | 12                                                        |              |       |
| Réserve d'artillerie Monarchie de Habsbourg - 112 canons                                                                            | Batterie à cheval                                                                       | 4 batteries                                       | 24                                                        |              |       |

### Corps prussien rattaché à l'armée de Bohême -Général Lieutenant von Kleist
| Corps | Division                                                                                       | Brigade                                                                                         | Régiment                                                                                   | Unités        | Force |
| --- | ---------------------------------------------------------------------------------------------- | ----------------------------------------------------------------------------------------------- | ------------------------------------------------------------------------------------------ | ------------- | ----- |
| 2e corps prussien - Général Lieutenant von Kleist Royaume de Prusse - 21 907 hommes - 4 142 cavaliers - 96 canons                        |                                                                                                | 9e Brigade - Von Klüx - 5 836 hommes - 382 cavaliers - 8 canons                                 | Schlesisches Schützenbataillon (Bataillon de Tirailleurs de Silésie)                       | 1/2 Bataillon | 390   |
| 2e corps prussien - Général Lieutenant von Kleist Royaume de Prusse - 21 907 hommes - 4 142 cavaliers - 96 canons                        | 1. ostpreußisches Infanterieregiment (1er régiment d'infanterie prussien-oriental)             | 9e Brigade - Von Klüx - 5 836 hommes - 382 cavaliers - 8 canons                                 | 2 Bataillons                                                                               | 1 556         |       |
| 2e corps prussien - Général Lieutenant von Kleist Royaume de Prusse - 21 907 hommes - 4 142 cavaliers - 96 canons                        | 6. Reserve-Infanterieregiment (6e régiment d'infanterie de réserve)                            | 9e Brigade - Von Klüx - 5 836 hommes - 382 cavaliers - 8 canons                                 | 3 Bataillons                                                                               | 2 334         |       |
| 2e corps prussien - Général Lieutenant von Kleist Royaume de Prusse - 21 907 hommes - 4 142 cavaliers - 96 canons                        | 7. schlesisches Landwehr-Infanterieregiment (7e régiment d'infanterie de Landwehr de Silésie)  | 9e Brigade - Von Klüx - 5 836 hommes - 382 cavaliers - 8 canons                                 | 2 Bataillons                                                                               | 1 556         |       |
| 2e corps prussien - Général Lieutenant von Kleist Royaume de Prusse - 21 907 hommes - 4 142 cavaliers - 96 canons                        | 1. schlesisches Landwehr-Kavallerieregiment (1er régiment de cavalerie de Landwehr de Silésie) | 9e Brigade - Von Klüx - 5 836 hommes - 382 cavaliers - 8 canons                                 | 2 Escadrons                                                                                | 382           |       |
| 2e corps prussien - Général Lieutenant von Kleist Royaume de Prusse - 21 907 hommes - 4 142 cavaliers - 96 canons                        | 10. Feldartillerie-Batterie (10e Batterie à cheval)                                            | 9e Brigade - Von Klüx - 5 836 hommes - 382 cavaliers - 8 canons                                 | 1 Batterie                                                                                 | 8             |       |
| 2e corps prussien - Général Lieutenant von Kleist Royaume de Prusse - 21 907 hommes - 4 142 cavaliers - 96 canons                        | 10e brigade - Pirch I - 4 548 hommes - 168 cavaliers - 8 canons                                | 2. westpreußisches Infanterieregiment (2e régiment d'infanterie prussien-occidental)            | 2 Bataillons                                                                               | 1 516         |       |
| 2e corps prussien - Général Lieutenant von Kleist Royaume de Prusse - 21 907 hommes - 4 142 cavaliers - 96 canons                        | 10e brigade - Pirch I - 4 548 hommes - 168 cavaliers - 8 canons                                | 7. Reserve-Infanterieregiment (7e régiment d'infanterie de réserve)                             | 2 Bataillons                                                                               | 1 516         |       |
| 2e corps prussien - Général Lieutenant von Kleist Royaume de Prusse - 21 907 hommes - 4 142 cavaliers - 96 canons                        | 10e brigade - Pirch I - 4 548 hommes - 168 cavaliers - 8 canons                                | 9. schlesisches Landwehr-Infanterieregiment (9e régiment d'infanterie de Landwehr de Silésie)   | 2 Bataillons                                                                               | 1 516         |       |
| 2e corps prussien - Général Lieutenant von Kleist Royaume de Prusse - 21 907 hommes - 4 142 cavaliers - 96 canons                        | 10e brigade - Pirch I - 4 548 hommes - 168 cavaliers - 8 canons                                | 2. Schlesisches Landwehr-Kavallerieregiment (2e régiment de cavalerie de Landwehr de Silésie)   | 2 Escadrons                                                                                | 168           |       |
| 2e corps prussien - Général Lieutenant von Kleist Royaume de Prusse - 21 907 hommes - 4 142 cavaliers - 96 canons                        | 10e brigade - Pirch I - 4 548 hommes - 168 cavaliers - 8 canons                                | 8. Fußartillerie-Batterie (8e batterie à pied)                                                  | 1 Batterie                                                                                 | 8             |       |
| 2e corps prussien - Général Lieutenant von Kleist Royaume de Prusse - 21 907 hommes - 4 142 cavaliers - 96 canons                        | 11e brigade - Hans Ernst Karl von Zieten - 5 363 hommes - 1 058 cavaliers - 8 canons           | Schlesisches Schützenbataillon (Bataillon de Tirailleurs de Silésie)                            | 1/2 Bataillon                                                                              | 413           |       |
| 2e corps prussien - Général Lieutenant von Kleist Royaume de Prusse - 21 907 hommes - 4 142 cavaliers - 96 canons                        | 11e brigade - Hans Ernst Karl von Zieten - 5 363 hommes - 1 058 cavaliers - 8 canons           | 1. schlesisches Infanterieregiment (1er régiment d'infanterie de Silésie)                       | 2 Bataillons                                                                               | 1 650         |       |
| 2e corps prussien - Général Lieutenant von Kleist Royaume de Prusse - 21 907 hommes - 4 142 cavaliers - 96 canons                        | 11e brigade - Hans Ernst Karl von Zieten - 5 363 hommes - 1 058 cavaliers - 8 canons           | 10. Reserve-Infanterieregiment (10e régiment d'infanterie de réserve)                           | 2 Bataillons                                                                               | 1 650         |       |
| 2e corps prussien - Général Lieutenant von Kleist Royaume de Prusse - 21 907 hommes - 4 142 cavaliers - 96 canons                        | 11e brigade - Hans Ernst Karl von Zieten - 5 363 hommes - 1 058 cavaliers - 8 canons           | 8. Landwehr-Infanterieregiment (8e régiment d'infanterie de Landwehr)                           | 2 Bataillons                                                                               | 1 650         |       |
| 2e corps prussien - Général Lieutenant von Kleist Royaume de Prusse - 21 907 hommes - 4 142 cavaliers - 96 canons                        | 11e brigade - Hans Ernst Karl von Zieten - 5 363 hommes - 1 058 cavaliers - 8 canons           | Neumärkisches Dragonerregiment (Régiment des Dragons de Nouvelle Marche)                        | 4 Escadrons                                                                                | 846           |       |
| 2e corps prussien - Général Lieutenant von Kleist Royaume de Prusse - 21 907 hommes - 4 142 cavaliers - 96 canons                        | 11e brigade - Hans Ernst Karl von Zieten - 5 363 hommes - 1 058 cavaliers - 8 canons           | 3. Schlesisches Landwehr-Kavallerieregiment (3e Régiment cavalerie Landwehr silésienne)         | 1 Escadron                                                                                 | 212           |       |
| 2e corps prussien - Général Lieutenant von Kleist Royaume de Prusse - 21 907 hommes - 4 142 cavaliers - 96 canons                        | 11e brigade - Hans Ernst Karl von Zieten - 5 363 hommes - 1 058 cavaliers - 8 canons           | 11. Fußartillerie-Batterie (11e batterie à pied)                                                | 1 Batterie                                                                                 | 8             |       |
| 2e corps prussien - Général Lieutenant von Kleist Royaume de Prusse - 21 907 hommes - 4 142 cavaliers - 96 canons                        | 12e brigade - Prince Auguste de Prusse - 5 425 hommes - 646 cavaliers                          | 2. schlesisches Infanterieregiment (2e régiment d'infanterie de Silésie)                        | 2 Bataillons                                                                               | 1 550         |       |
| 2e corps prussien - Général Lieutenant von Kleist Royaume de Prusse - 21 907 hommes - 4 142 cavaliers - 96 canons                        | 12e brigade - Prince Auguste de Prusse - 5 425 hommes - 646 cavaliers                          | 11. Reserve-Infanterieregiment (11e régiment d'infanterie de réserve)                           | 3 Bataillons                                                                               | 2 325         |       |
| 2e corps prussien - Général Lieutenant von Kleist Royaume de Prusse - 21 907 hommes - 4 142 cavaliers - 96 canons                        | 12e brigade - Prince Auguste de Prusse - 5 425 hommes - 646 cavaliers                          | 10. schlesisches Landwehr-Infanterieregiment (10e régiment d'infanterie de Landwehr de Silésie) | 2 Bataillons                                                                               | 1 550         |       |
| 2e corps prussien - Général Lieutenant von Kleist Royaume de Prusse - 21 907 hommes - 4 142 cavaliers - 96 canons                        | 12e brigade - Prince Auguste de Prusse - 5 425 hommes - 646 cavaliers                          | Schlesisches Ulanenregiment (Régiment de uhlans de Silésie)                                     | 4 Escadrons                                                                                | 517           |       |
| 2e corps prussien - Général Lieutenant von Kleist Royaume de Prusse - 21 907 hommes - 4 142 cavaliers - 96 canons                        | 12e brigade - Prince Auguste de Prusse - 5 425 hommes - 646 cavaliers                          | 4. Schlesisches Landwehr-Kavallerieregiment (4e régiment de cavalerie Landwehr de Silésie       | 1 Escadron                                                                                 | 129           |       |
| 2e corps prussien - Général Lieutenant von Kleist Royaume de Prusse - 21 907 hommes - 4 142 cavaliers - 96 canons                        | Cavalerie du 2e corps - von Röder - 1 888 cavaliers - 16 canons                                | Brigade de cuirassiers Von Wrangel                                                              | Ostpreußisches Kürassierregiment (Régiment de cuirassiers de Prusse orientale)             | 4 Escadrons   | 472   |
| 2e corps prussien - Général Lieutenant von Kleist Royaume de Prusse - 21 907 hommes - 4 142 cavaliers - 96 canons                        | Cavalerie du 2e corps - von Röder - 1 888 cavaliers - 16 canons                                | Brigade de cuirassiers Von Wrangel                                                              | Brandenburgisches Kürassierregiment (Régiment de Cuirassiers de Brandebourg)               | 4 Escadrons   | 472   |
| 2e corps prussien - Général Lieutenant von Kleist Royaume de Prusse - 21 907 hommes - 4 142 cavaliers - 96 canons                        | Cavalerie du 2e corps - von Röder - 1 888 cavaliers - 16 canons                                | Brigade de cuirassiers Von Wrangel                                                              | Schlesisches Kürassierregiment (Régiment de Cuirassiers de Silésie)                        | 4 Escadrons   | 472   |
| 2e corps prussien - Général Lieutenant von Kleist Royaume de Prusse - 21 907 hommes - 4 142 cavaliers - 96 canons                        | Cavalerie du 2e corps - von Röder - 1 888 cavaliers - 16 canons                                | Brigade de cavalerie von Mutius                                                                 | 7. schlesisches Landwehr-Kavallerieregiment (7e régiment de cavalerie Landwehr de Silésie  | 2 Escadrons   | 236   |
| 2e corps prussien - Général Lieutenant von Kleist Royaume de Prusse - 21 907 hommes - 4 142 cavaliers - 96 canons                        | Cavalerie du 2e corps - von Röder - 1 888 cavaliers - 16 canons                                | Brigade de cavalerie von Mutius                                                                 | 8. schlesisches Landwehr-kavallerieregiment (8e régiment de cavalerie Landwehr de Silésie) | 2 Escadrons   | 236   |
| 2e corps prussien - Général Lieutenant von Kleist Royaume de Prusse - 21 907 hommes - 4 142 cavaliers - 96 canons                        | Cavalerie du 2e corps - von Röder - 1 888 cavaliers - 16 canons                                | Feldartillerie (Artillerie à cheval)                                                            | 7e et 8e batterie à cheval                                                                 | 2 Batteries   | 16    |
| 2e corps prussien - Général Lieutenant von Kleist Royaume de Prusse - 21 907 hommes - 4 142 cavaliers - 96 canons                        | Réserve d'artillerie - von Braun - 735 hommes - 56 canons                                      |                                                                                                 | 7e, 14e et 21e batteries légères à pied                                                    | 3 Batteries   | 24    |
| 2e corps prussien - Général Lieutenant von Kleist Royaume de Prusse - 21 907 hommes - 4 142 cavaliers - 96 canons                        | Réserve d'artillerie - von Braun - 735 hommes - 56 canons                                      | 3e et 6e batterie à pied                                                                        | 2 Batteries                                                                                | 16            |       |
| 2e corps prussien - Général Lieutenant von Kleist Royaume de Prusse - 21 907 hommes - 4 142 cavaliers - 96 canons                        | Réserve d'artillerie - von Braun - 735 hommes - 56 canons                                      | 1ere batterie d'obusier                                                                         | 1 Batterie                                                                                 | 8             |       |
| 2e corps prussien - Général Lieutenant von Kleist Royaume de Prusse - 21 907 hommes - 4 142 cavaliers - 96 canons                        | Réserve d'artillerie - von Braun - 735 hommes - 56 canons                                      | 9e batterie à cheval                                                                            | 1 Batterie                                                                                 | 8             |       |
| 2e corps prussien - Général Lieutenant von Kleist Royaume de Prusse - 21 907 hommes - 4 142 cavaliers - 96 canons                        | Réserve d'artillerie - von Braun - 735 hommes - 56 canons                                      | Pionniers                                                                                       | 1/2 Bataillon                                                                              | 735           |       |
| Corps Franc - Général Lieutenant Johann von Thielmann Royaume de Prusse Monarchie de Habsbourg Empire russe - 1 661 cavaliers - 4 canons |                                                                                                | Brigade autrichienne von Gasser                                                                 | 2e régiment de chevau-légers Hohenzollern                                                  | 2 Escadrons   | 210   |
| Corps Franc - Général Lieutenant Johann von Thielmann Royaume de Prusse Monarchie de Habsbourg Empire russe - 1 661 cavaliers - 4 canons | 5e régiment de chevau-légers Klenau                                                            | Brigade autrichienne von Gasser                                                                 | 1 Escadron                                                                                 | 140           |       |
| Corps Franc - Général Lieutenant Johann von Thielmann Royaume de Prusse Monarchie de Habsbourg Empire russe - 1 661 cavaliers - 4 canons | 8e régiment de hussards Kienmayer (de)                                                         | Brigade autrichienne von Gasser                                                                 | 1 Escadron                                                                                 | 100           |       |
| Corps Franc - Général Lieutenant Johann von Thielmann Royaume de Prusse Monarchie de Habsbourg Empire russe - 1 661 cavaliers - 4 canons | Brigade prussienne Prince Biron                                                                | 2e régiment de hussards de Silésie                                                              | 2 Escadrons                                                                                | 200           |       |
| Corps Franc - Général Lieutenant Johann von Thielmann Royaume de Prusse Monarchie de Habsbourg Empire russe - 1 661 cavaliers - 4 canons | Brigade prussienne Prince Biron                                                                | Régiment de cavalerie nationale Silésie                                                         | 2 Escadrons                                                                                | 250           |       |
| Corps Franc - Général Lieutenant Johann von Thielmann Royaume de Prusse Monarchie de Habsbourg Empire russe - 1 661 cavaliers - 4 canons | Brigade russe comte Orlov-Dénissov                                                             | Régiment de cosaques Gorin II                                                                   | 4 Escadrons                                                                                | 399           |       |
| Corps Franc - Général Lieutenant Johann von Thielmann Royaume de Prusse Monarchie de Habsbourg Empire russe - 1 661 cavaliers - 4 canons | Brigade russe comte Orlov-Dénissov                                                             | Régiment de cosaques Yagodin II                                                                 | 3 Escadrons                                                                                | 362           |       |
| Corps Franc - Général Lieutenant Johann von Thielmann Royaume de Prusse Monarchie de Habsbourg Empire russe - 1 661 cavaliers - 4 canons |                                                                                                | Obusiers à cheval autrichiens                                                                   | 1 Batterie                                                                                 | 2             |       |
| Corps Franc - Général Lieutenant Johann von Thielmann Royaume de Prusse Monarchie de Habsbourg Empire russe - 1 661 cavaliers - 4 canons | Artillerie cosaques                                                                            | 1 Batterie                                                                                      | 2                                                                                          |               |       |

## Armée de Silésie-Blücher
| Corps | Division                                                                                     | Brigade                                                                                      | Régiment                                                                         | Unités       | Force |
| --- | -------------------------------------------------------------------------------------------- | -------------------------------------------------------------------------------------------- | -------------------------------------------------------------------------------- | ------------ | ----- |
| 1er corps Prussien - Général-lieutenant von Yorck Royaume de Prusse - 28 000 hommes - 3 247 cavaliers - 46 canons |                                                                                              | Avant-Garde - von Katzeler - 4 169 hommes - 1 455 cavaliers - 16 canons                      | Westpreußisches Grenadierregiment (Régiment de grenadiers de Prusse occidentale) | 1 bataillon  | 582   |
| 1er corps Prussien - Général-lieutenant von Yorck Royaume de Prusse - 28 000 hommes - 3 247 cavaliers - 46 canons | Leib-Grenadierregiment (Grenadiers du Régiment du corps)                                     | Avant-Garde - von Katzeler - 4 169 hommes - 1 455 cavaliers - 16 canons                      | 1 bataillon                                                                      | 682          |       |
| 1er corps Prussien - Général-lieutenant von Yorck Royaume de Prusse - 28 000 hommes - 3 247 cavaliers - 46 canons | Ostpreußisches Jägerbataillon (Bataillon de chasseurs de Prusse orientale)                   | Avant-Garde - von Katzeler - 4 169 hommes - 1 455 cavaliers - 16 canons                      | 1/2 bataillon                                                                    | 288          |       |
| 1er corps Prussien - Général-lieutenant von Yorck Royaume de Prusse - 28 000 hommes - 3 247 cavaliers - 46 canons | Garde-Jägerbataillon (Bataillon de chasseurs de la Garde)                                    | Avant-Garde - von Katzeler - 4 169 hommes - 1 455 cavaliers - 16 canons                      | 1 bataillon                                                                      | 70           |       |
| 1er corps Prussien - Général-lieutenant von Yorck Royaume de Prusse - 28 000 hommes - 3 247 cavaliers - 46 canons | 2. Ostpreußisches Infanterieregiment (2e régiment d'infanterie de Prusse orientale)          | Avant-Garde - von Katzeler - 4 169 hommes - 1 455 cavaliers - 16 canons                      | 1 bataillon                                                                      | 377          |       |
| 1er corps Prussien - Général-lieutenant von Yorck Royaume de Prusse - 28 000 hommes - 3 247 cavaliers - 46 canons | 1. Brandenburgisches Infanterieregiment (1er régiment d'infanterie du Brandebourg)           | Avant-Garde - von Katzeler - 4 169 hommes - 1 455 cavaliers - 16 canons                      | 1 bataillon                                                                      | 530          |       |
| 1er corps Prussien - Général-lieutenant von Yorck Royaume de Prusse - 28 000 hommes - 3 247 cavaliers - 46 canons | 12. Reserveregiment (12e régiment d'infanterie de réserve)                                   | Avant-Garde - von Katzeler - 4 169 hommes - 1 455 cavaliers - 16 canons                      | 1 bataillon                                                                      | 530          |       |
| 1er corps Prussien - Général-lieutenant von Yorck Royaume de Prusse - 28 000 hommes - 3 247 cavaliers - 46 canons | 13. schlesisches Landwehr-Infanterieregiment (13e régiment d'infanterie Landwehr de Silésie) | Avant-Garde - von Katzeler - 4 169 hommes - 1 455 cavaliers - 16 canons                      | 1 bataillon                                                                      | 403          |       |
| 1er corps Prussien - Général-lieutenant von Yorck Royaume de Prusse - 28 000 hommes - 3 247 cavaliers - 46 canons | 14. schlesisches Landwehr-Infanterieregiment (14e régiment d'infanterie Landwehr de Silésie) | Avant-Garde - von Katzeler - 4 169 hommes - 1 455 cavaliers - 16 canons                      | 1 bataillon                                                                      | 299          |       |
| 1er corps Prussien - Général-lieutenant von Yorck Royaume de Prusse - 28 000 hommes - 3 247 cavaliers - 46 canons | 15. schlesisches Landwehr-Infanterieregiment (15e régiment d'infanterie Landwehr de Silésie) | Avant-Garde - von Katzeler - 4 169 hommes - 1 455 cavaliers - 16 canons                      | 1 bataillon                                                                      | 408          |       |
| 1er corps Prussien - Général-lieutenant von Yorck Royaume de Prusse - 28 000 hommes - 3 247 cavaliers - 46 canons | 2. Leibhusarenregiment (2e régiment de Hussards du Corps)                                    | Avant-Garde - von Katzeler - 4 169 hommes - 1 455 cavaliers - 16 canons                      | 1 escadron                                                                       | 183          |       |
| 1er corps Prussien - Général-lieutenant von Yorck Royaume de Prusse - 28 000 hommes - 3 247 cavaliers - 46 canons | Brandenburgisches Husarenregiment (Régiment de Hussards du Brandebourg)                      | Avant-Garde - von Katzeler - 4 169 hommes - 1 455 cavaliers - 16 canons                      | 2 escadrons                                                                      | 308          |       |
| 1er corps Prussien - Général-lieutenant von Yorck Royaume de Prusse - 28 000 hommes - 3 247 cavaliers - 46 canons | Brandenburgisches Ulanenregiment (Régiment de Ulhans de Brandebourg)                         | Avant-Garde - von Katzeler - 4 169 hommes - 1 455 cavaliers - 16 canons                      | 4 escadrons                                                                      | 342          |       |
| 1er corps Prussien - Général-lieutenant von Yorck Royaume de Prusse - 28 000 hommes - 3 247 cavaliers - 46 canons | Ostpreußisches Kavallerieregiment (Régiment de cavalerie Prusse Orientale)                   | Avant-Garde - von Katzeler - 4 169 hommes - 1 455 cavaliers - 16 canons                      | 4 escadrons                                                                      | 421          |       |
| 1er corps Prussien - Général-lieutenant von Yorck Royaume de Prusse - 28 000 hommes - 3 247 cavaliers - 46 canons | 5. Landwehr-Kavallerieregiment (5e Régiment de cavalerie de Landwehr)                        | Avant-Garde - von Katzeler - 4 169 hommes - 1 455 cavaliers - 16 canons                      | 4 escadrons                                                                      | 201          |       |
| 1er corps Prussien - Général-lieutenant von Yorck Royaume de Prusse - 28 000 hommes - 3 247 cavaliers - 46 canons | 12. Fußartillerie-Batterie (12e batterie à pied)                                             | Avant-Garde - von Katzeler - 4 169 hommes - 1 455 cavaliers - 16 canons                      | 1 batterie                                                                       | 8 canons     |       |
| 1er corps Prussien - Général-lieutenant von Yorck Royaume de Prusse - 28 000 hommes - 3 247 cavaliers - 46 canons | 2. Feldartillerie-Batterie (2e batterie à cheval)                                            | Avant-Garde - von Katzeler - 4 169 hommes - 1 455 cavaliers - 16 canons                      | 1 batterie                                                                       | 8 canons     |       |
| 1er corps Prussien - Général-lieutenant von Yorck Royaume de Prusse - 28 000 hommes - 3 247 cavaliers - 46 canons | 1re brigade - von Steinmetz - 6 882 hommes - 375 cavaliers - 8 canons                        | Ostpreußisches Grenadierregiment (Régiment de grenadiers de Prusse orientale)                | 1 bataillon                                                                      | 364          |       |
| 1er corps Prussien - Général-lieutenant von Yorck Royaume de Prusse - 28 000 hommes - 3 247 cavaliers - 46 canons | 1re brigade - von Steinmetz - 6 882 hommes - 375 cavaliers - 8 canons                        | Schlesisches Grenadierregiment (Régiment de grenadiers de Silésie)                           | 1 bataillon                                                                      | 650          |       |
| 1er corps Prussien - Général-lieutenant von Yorck Royaume de Prusse - 28 000 hommes - 3 247 cavaliers - 46 canons | 1re brigade - von Steinmetz - 6 882 hommes - 375 cavaliers - 8 canons                        | 5. schlesisches Landwehr-Infanterieregiment (5e Régiment d'infanterie de Landwehr Silésie)   | 3 bataillons                                                                     | 2 880        |       |
| 1er corps Prussien - Général-lieutenant von Yorck Royaume de Prusse - 28 000 hommes - 3 247 cavaliers - 46 canons | 1re brigade - von Steinmetz - 6 882 hommes - 375 cavaliers - 8 canons                        | 13. schlesisches Landwehr-Infanterieregiment (13e Régiment d'infanterie de Landwehr Silésie  | 3 bataillons                                                                     | 2 988        |       |
| 1er corps Prussien - Général-lieutenant von Yorck Royaume de Prusse - 28 000 hommes - 3 247 cavaliers - 46 canons | 1re brigade - von Steinmetz - 6 882 hommes - 375 cavaliers - 8 canons                        | 2. Leibhusarenregiment (2e Régiment de Hussards du Corps)                                    | 3 escadrons                                                                      | 375          |       |
| 1er corps Prussien - Général-lieutenant von Yorck Royaume de Prusse - 28 000 hommes - 3 247 cavaliers - 46 canons | 1re brigade - von Steinmetz - 6 882 hommes - 375 cavaliers - 8 canons                        | 2. Fußartillerie-Batterie (2e batterie à pied)                                               | 1 batterie                                                                       | 8 canons     |       |
| 1er corps Prussien - Général-lieutenant von Yorck Royaume de Prusse - 28 000 hommes - 3 247 cavaliers - 46 canons | 2e brigade - Prince Karl von Mecklembourg - 4 974 hommes - 321 cavaliers - 6 canons          | 1. Ostpreußisches Infanterieregiment (1er régiment d'infanterie de Prusse orientale)         | 2 bataillons                                                                     | 3 680        |       |
| 1er corps Prussien - Général-lieutenant von Yorck Royaume de Prusse - 28 000 hommes - 3 247 cavaliers - 46 canons | 2e brigade - Prince Karl von Mecklembourg - 4 974 hommes - 321 cavaliers - 6 canons          | 2. Ostpreußisches Infanterieregiment (2e régiment d'infanterie de Prusse orientale)          | 1 bataillon                                                                      | 614          |       |
| 1er corps Prussien - Général-lieutenant von Yorck Royaume de Prusse - 28 000 hommes - 3 247 cavaliers - 46 canons | 2e brigade - Prince Karl von Mecklembourg - 4 974 hommes - 321 cavaliers - 6 canons          | 6. schlesisches Landwehr-Infanterieregiment (6e Régiment d'infanterie Landwehr de Silésie)   | 1 bataillon                                                                      | 680          |       |
| 1er corps Prussien - Général-lieutenant von Yorck Royaume de Prusse - 28 000 hommes - 3 247 cavaliers - 46 canons | 2e brigade - Prince Karl von Mecklembourg - 4 974 hommes - 321 cavaliers - 6 canons          | Mecklenburgisches Husarenregiment (Régiment de Hussards du Mecklembourg)                     | 4 escadrons                                                                      | 321          |       |
| 1er corps Prussien - Général-lieutenant von Yorck Royaume de Prusse - 28 000 hommes - 3 247 cavaliers - 46 canons | 2e brigade - Prince Karl von Mecklembourg - 4 974 hommes - 321 cavaliers - 6 canons          | 1. Fußartillerie-Batterie (1re batterie à pied)                                              | 1 batterie                                                                       | 6 canons     |       |
| 1er corps Prussien - Général-lieutenant von Yorck Royaume de Prusse - 28 000 hommes - 3 247 cavaliers - 46 canons | 7e brigade - von Horn - 7 881 hommes - 716 cavaliers - 8 canons                              | Régiment d'infanterie du Corps                                                               | 2 bataillons                                                                     | 3 194        |       |
| 1er corps Prussien - Général-lieutenant von Yorck Royaume de Prusse - 28 000 hommes - 3 247 cavaliers - 46 canons | 7e brigade - von Horn - 7 881 hommes - 716 cavaliers - 8 canons                              | Thüringisches Infanterieregiment (Régiment d'infanterie de Thuringe)                         | 1 bataillon                                                                      | 368          |       |
| 1er corps Prussien - Général-lieutenant von Yorck Royaume de Prusse - 28 000 hommes - 3 247 cavaliers - 46 canons | 7e brigade - von Horn - 7 881 hommes - 716 cavaliers - 8 canons                              | 4. schlesisches Landwehr-Infanterieregiment 4e régiment d'infanterie Landwehr de Silésie     | 3 bataillons                                                                     | 2 775        |       |
| 1er corps Prussien - Général-lieutenant von Yorck Royaume de Prusse - 28 000 hommes - 3 247 cavaliers - 46 canons | 7e brigade - von Horn - 7 881 hommes - 716 cavaliers - 8 canons                              | 15. schlesisches Landwehr-Infanterieregiment (15e régiment d'infanterie Landwehr de Silésie) | 2 bataillons                                                                     | 1 544        |       |
| 1er corps Prussien - Général-lieutenant von Yorck Royaume de Prusse - 28 000 hommes - 3 247 cavaliers - 46 canons | 7e brigade - von Horn - 7 881 hommes - 716 cavaliers - 8 canons                              | 3. schlesisches Landwehr-Kavallerieregiment (3e régiment de cavalerie Landwehr de Silésie)   | 2 escadrons                                                                      | 188          |       |
| 1er corps Prussien - Général-lieutenant von Yorck Royaume de Prusse - 28 000 hommes - 3 247 cavaliers - 46 canons | 7e brigade - von Horn - 7 881 hommes - 716 cavaliers - 8 canons                              | 10. schlesisches Landwehr-Kavallerieregiment (10e régiment de cavalerie Landwehr de Silésie) | 4 escadrons                                                                      | 528          |       |
| 1er corps Prussien - Général-lieutenant von Yorck Royaume de Prusse - 28 000 hommes - 3 247 cavaliers - 46 canons | 7e brigade - von Horn - 7 881 hommes - 716 cavaliers - 8 canons                              | 3. Fußartillerie-Batterie (3e Batterie à pied)                                               | 1 batterie                                                                       | 8 canons     |       |
| 1er corps Prussien - Général-lieutenant von Yorck Royaume de Prusse - 28 000 hommes - 3 247 cavaliers - 46 canons | 8e brigade - von Hünerbein - 4 087 hommes - 380 cavaliers - 8 canons                         | 1. Brandenburgisches Infanterieregiment (1er Régiment d'infanterie de Brandebourg            | 1 bataillon                                                                      | 1 433        |       |
| 1er corps Prussien - Général-lieutenant von Yorck Royaume de Prusse - 28 000 hommes - 3 247 cavaliers - 46 canons | 8e brigade - von Hünerbein - 4 087 hommes - 380 cavaliers - 8 canons                         | 12. Reserve- Infanterieregiment (12e régiment d'infanterie de réserve)                       | 2 bataillon                                                                      | 2 008        |       |
| 1er corps Prussien - Général-lieutenant von Yorck Royaume de Prusse - 28 000 hommes - 3 247 cavaliers - 46 canons | 8e brigade - von Hünerbein - 4 087 hommes - 380 cavaliers - 8 canons                         | 14. schlesisches Landwehr-Infanterieregiment (14e régiment d'infanterie Landwehr de Silésie) | 1 bataillon                                                                      | 646          |       |
| 1er corps Prussien - Général-lieutenant von Yorck Royaume de Prusse - 28 000 hommes - 3 247 cavaliers - 46 canons | 8e brigade - von Hünerbein - 4 087 hommes - 380 cavaliers - 8 canons                         | Brandenburgisches Husarenregiment (Régiment Hussards de Brandebourg)                         | 2 escadrons                                                                      | 380          |       |
| 1er corps Prussien - Général-lieutenant von Yorck Royaume de Prusse - 28 000 hommes - 3 247 cavaliers - 46 canons | 8e brigade - von Hünerbein - 4 087 hommes - 380 cavaliers - 8 canons                         | 15. Fußartillerie-Batterie (15e batterie à pied)                                             | 1 batterie                                                                       | 8            |       |
| 11e corps Russe - Général Lieutenant Baron Osten-Sacken Empire russe - 6 709 hommes - 5 587 cavaliers - 60 canons | 27e division d'infanterie - Névérovski - 2 663 hommes                                        | 1re brigade - Stavitzki                                                                      | Régiment de Vilan                                                                | 1 bataillon  | 576   |
| 11e corps Russe - Général Lieutenant Baron Osten-Sacken Empire russe - 6 709 hommes - 5 587 cavaliers - 60 canons | 27e division d'infanterie - Névérovski - 2 663 hommes                                        | 1re brigade - Stavitzki                                                                      | Régiment de Simbirsk                                                             | 1 bataillon  | 516   |
| 11e corps Russe - Général Lieutenant Baron Osten-Sacken Empire russe - 6 709 hommes - 5 587 cavaliers - 60 canons | 27e division d'infanterie - Névérovski - 2 663 hommes                                        | 2e brigade - Alexéiev                                                                        | Régiment d'Odessa                                                                | 1 bataillon  | 503   |
| 11e corps Russe - Général Lieutenant Baron Osten-Sacken Empire russe - 6 709 hommes - 5 587 cavaliers - 60 canons | 27e division d'infanterie - Névérovski - 2 663 hommes                                        | 3e brigade - Kologrivov                                                                      | 49e régiment de Chasseurs                                                        | 2 bataillons | 623   |
| 11e corps Russe - Général Lieutenant Baron Osten-Sacken Empire russe - 6 709 hommes - 5 587 cavaliers - 60 canons | 27e division d'infanterie - Névérovski - 2 663 hommes                                        | 3e brigade - Kologrivov                                                                      | 50e régiment de Chasseurs                                                        | 1 bataillon  | 445   |
| 11e corps Russe - Général Lieutenant Baron Osten-Sacken Empire russe - 6 709 hommes - 5 587 cavaliers - 60 canons | 10e division d'infanterie - Lieven III - 3 259 hommes                                        | 1re brigade -                                                                                | Régiment de Yaroslavl                                                            | 2 bataillons | 745   |
| 11e corps Russe - Général Lieutenant Baron Osten-Sacken Empire russe - 6 709 hommes - 5 587 cavaliers - 60 canons | 10e division d'infanterie - Lieven III - 3 259 hommes                                        | 2e brigade - Baron Sass                                                                      | Régiment de Crimée                                                               | 1 bataillon  | 463   |
| 11e corps Russe - Général Lieutenant Baron Osten-Sacken Empire russe - 6 709 hommes - 5 587 cavaliers - 60 canons | 10e division d'infanterie - Lieven III - 3 259 hommes                                        | 2e brigade - Baron Sass                                                                      | Régiment de Bélozersk                                                            | 2 bataillons | 848   |
| 11e corps Russe - Général Lieutenant Baron Osten-Sacken Empire russe - 6 709 hommes - 5 587 cavaliers - 60 canons | 10e division d'infanterie - Lieven III - 3 259 hommes                                        | 3e brigade - Achlestichev                                                                    | 8e régiment de chasseurs                                                         | 2 bataillons | 620   |
| 11e corps Russe - Général Lieutenant Baron Osten-Sacken Empire russe - 6 709 hommes - 5 587 cavaliers - 60 canons | 10e division d'infanterie - Lieven III - 3 259 hommes                                        | 3e brigade - Achlestichev                                                                    | 39e régiment de chasseurs                                                        | 1 bataillon  | 583   |
| 11e corps Russe - Général Lieutenant Baron Osten-Sacken Empire russe - 6 709 hommes - 5 587 cavaliers - 60 canons | 16e division d'infanterie - Repninski - 787 hommes                                           | 1re brigade - Repninski                                                                      | Régiment d'Okhotsk                                                               | 2 bataillons | 372   |
| 11e corps Russe - Général Lieutenant Baron Osten-Sacken Empire russe - 6 709 hommes - 5 587 cavaliers - 60 canons | 16e division d'infanterie - Repninski - 787 hommes                                           | 1re brigade - Repninski                                                                      | Régiment du Kamatchaka                                                           | 2 bataillons | 415   |
| Corps Russe - Général d'infanterie Comte Langeron Empire russe - 3 322 hommes - 3 285 cavaliers - 24 canons       | Avant-Garde - Roudtzevitch - 3 285 cavaliers                                                 | Brigade de Cavalerie                                                                         | Régiment des dragons de Kargopol                                                 | 4 escadrons  | 484   |
| Corps Russe - Général d'infanterie Comte Langeron Empire russe - 3 322 hommes - 3 285 cavaliers - 24 canons       | Avant-Garde - Roudtzevitch - 3 285 cavaliers                                                 | Brigade de Cavalerie                                                                         | Régiment des dragons de Kiev                                                     | 5 escadrons  | 474   |
| Corps Russe - Général d'infanterie Comte Langeron Empire russe - 3 322 hommes - 3 285 cavaliers - 24 canons       | Avant-Garde - Roudtzevitch - 3 285 cavaliers                                                 | Brigade de Cavalerie                                                                         | Régiment des dragons de Kinbourn                                                 | 2 escadrons  | 253   |
| Corps Russe - Général d'infanterie Comte Langeron Empire russe - 3 322 hommes - 3 285 cavaliers - 24 canons       | Avant-Garde - Roudtzevitch - 3 285 cavaliers                                                 | Brigade de Cavalerie                                                                         | Régiment des chasseurs à cheval de Lituanie                                      | 2 escadrons  | 197   |
| Corps Russe - Général d'infanterie Comte Langeron Empire russe - 3 322 hommes - 3 285 cavaliers - 24 canons       | Avant-Garde - Roudtzevitch - 3 285 cavaliers                                                 | Brigade de Cavalerie                                                                         | Régiment des chasseurs à cheval de Dorpat                                        | 2 escadrons  | 266   |
| Corps Russe - Général d'infanterie Comte Langeron Empire russe - 3 322 hommes - 3 285 cavaliers - 24 canons       | Avant-Garde - Roudtzevitch - 3 285 cavaliers                                                 | Brigade de Cavalerie                                                                         | 1er régiment des cosaques d'Ukraine                                              | 3 escadrons  | 473   |
| Corps Russe - Général d'infanterie Comte Langeron Empire russe - 3 322 hommes - 3 285 cavaliers - 24 canons       | Avant-Garde - Roudtzevitch - 3 285 cavaliers                                                 | Brigade de Cavalerie                                                                         | 3e régiment des cosaques d'Ukraine                                               | 3 escadrons  | 610   |
| Corps Russe - Général d'infanterie Comte Langeron Empire russe - 3 322 hommes - 3 285 cavaliers - 24 canons       | Avant-Garde - Roudtzevitch - 3 285 cavaliers                                                 | Brigade de Cavalerie                                                                         | Régiment de cosaques du Don Sélivanov II                                         | 2 escadrons  | 231   |
| Corps Russe - Général d'infanterie Comte Langeron Empire russe - 3 322 hommes - 3 285 cavaliers - 24 canons       | Avant-Garde - Roudtzevitch - 3 285 cavaliers                                                 | Brigade de Cavalerie                                                                         | Régiment de cosaques du Don Koutéïnikov                                          | 2 escadrons  | 297   |
| Corps Russe - Général d'infanterie Comte Langeron Empire russe - 3 322 hommes - 3 285 cavaliers - 24 canons       | 9e division d'infanterie - Udom II - 3 322 hommes - 24 canons                                | 1re brigade - Poltaratzki                                                                    | Régiment de Nachébourg                                                           | 1 bataillon  | 638   |
| Corps Russe - Général d'infanterie Comte Langeron Empire russe - 3 322 hommes - 3 285 cavaliers - 24 canons       | 9e division d'infanterie - Udom II - 3 322 hommes - 24 canons                                | 1re brigade - Poltaratzki                                                                    | Régiment d'Apchéron                                                              | 2 bataillons | 714   |
| Corps Russe - Général d'infanterie Comte Langeron Empire russe - 3 322 hommes - 3 285 cavaliers - 24 canons       | 9e division d'infanterie - Udom II - 3 322 hommes - 24 canons                                | 2e brigade - Youchkov                                                                        | Régiment de Riajsk                                                               | 1 bataillon  | 535   |
| Corps Russe - Général d'infanterie Comte Langeron Empire russe - 3 322 hommes - 3 285 cavaliers - 24 canons       | 9e division d'infanterie - Udom II - 3 322 hommes - 24 canons                                | 2e brigade - Youchkov                                                                        | Régiment de Iakoutsk                                                             | 1 bataillon  | 518   |
| Corps Russe - Général d'infanterie Comte Langeron Empire russe - 3 322 hommes - 3 285 cavaliers - 24 canons       | 9e division d'infanterie - Udom II - 3 322 hommes - 24 canons                                | 3e brigade - Grünbladt                                                                       | 10e régiment de Chasseurs                                                        | 1 bataillon  | 463   |
| Corps Russe - Général d'infanterie Comte Langeron Empire russe - 3 322 hommes - 3 285 cavaliers - 24 canons       | 9e division d'infanterie - Udom II - 3 322 hommes - 24 canons                                | 3e brigade - Grünbladt                                                                       | 38e régiment de chasseurs                                                        | 1 bataillon  | 454   |
| Corps Russe - Général d'infanterie Comte Langeron Empire russe - 3 322 hommes - 3 285 cavaliers - 24 canons       | 9e division d'infanterie - Udom II - 3 322 hommes - 24 canons                                | artillerie de la 9e division                                                                 | 8e et 15e batterie                                                               | 2 batteries  | 24    |
| 9e corps Russe - Général-Lieutenant Olsoufiev Empire russe - 2 885 hommes                                         | 15e division d'infanterie - 2 885 hommes                                                     | 1re brigade - Torn                                                                           | Régiment de Vitebsk                                                              | 1 bataillon  | 381   |
| 9e corps Russe - Général-Lieutenant Olsoufiev Empire russe - 2 885 hommes                                         | 15e division d'infanterie - 2 885 hommes                                                     | 1re brigade - Torn                                                                           | Régiment de Kozelsk                                                              | 1 bataillon  | 514   |
| 9e corps Russe - Général-Lieutenant Olsoufiev Empire russe - 2 885 hommes                                         | 15e division d'infanterie - 2 885 hommes                                                     | 2e brigade - Mensur                                                                          | régiment de Koura                                                                | 2 bataillons | 478   |
| 9e corps Russe - Général-Lieutenant Olsoufiev Empire russe - 2 885 hommes                                         | 15e division d'infanterie - 2 885 hommes                                                     | 2e brigade - Mensur                                                                          | régiment de Kolyvan                                                              | 1 bataillon  | 526   |
| 9e corps Russe - Général-Lieutenant Olsoufiev Empire russe - 2 885 hommes                                         | 15e division d'infanterie - 2 885 hommes                                                     | 3e brigade - Tikhanovski I                                                                   | 12e régiment de chasseurs                                                        | 2 bataillons | 505   |
| 9e corps Russe - Général-Lieutenant Olsoufiev Empire russe - 2 885 hommes                                         | 15e division d'infanterie - 2 885 hommes                                                     | 3e brigade - Tikhanovski I                                                                   | 22e régiment de chasseurs                                                        | 1 bataillon  | 481   |
| 10e corps russe - Général-Lieutenant Kaptzévich Empire russe - 5 957 hommes - 86 canons                           | 22e division d'infanterie - Tourtchaninov - 3 036 hommes                                     | 2e brigade - Chkapski                                                                        | Régiment de Viatka                                                               | 2 bataillons | 850   |
| 10e corps russe - Général-Lieutenant Kaptzévich Empire russe - 5 957 hommes - 86 canons                           | 22e division d'infanterie - Tourtchaninov - 3 036 hommes                                     | 2e brigade - Chkapski                                                                        | Régiment de Starskol                                                             | 2 bataillons | 751   |
| 10e corps russe - Général-Lieutenant Kaptzévich Empire russe - 5 957 hommes - 86 canons                           | 22e division d'infanterie - Tourtchaninov - 3 036 hommes                                     | 2e brigade - Chkapski                                                                        | Régiment d'Olonetz                                                               | 1 bataillon  | 459   |
| 10e corps russe - Général-Lieutenant Kaptzévich Empire russe - 5 957 hommes - 86 canons                           | 22e division d'infanterie - Tourtchaninov - 3 036 hommes                                     | 3e brigade - Dournov                                                                         | 29e régiment de chasseurs                                                        | 2 bataillons | 558   |
| 10e corps russe - Général-Lieutenant Kaptzévich Empire russe - 5 957 hommes - 86 canons                           | 22e division d'infanterie - Tourtchaninov - 3 036 hommes                                     | 3e brigade - Dournov                                                                         | 45e régiment de chasseurs                                                        | 2 bataillons | 418   |
| 10e corps russe - Général-Lieutenant Kaptzévich Empire russe - 5 957 hommes - 86 canons                           | 8e division d'infanterie - Prince Ouroussov - 2 921 hommes                                   | 1re brigade - Chenchin                                                                       | Régiment d'Arkhangelsk                                                           | 2 bataillons | 550   |
| 10e corps russe - Général-Lieutenant Kaptzévich Empire russe - 5 957 hommes - 86 canons                           | 8e division d'infanterie - Prince Ouroussov - 2 921 hommes                                   | 1re brigade - Chenchin                                                                       | Régiment de Schlisselbourg                                                       | 1 bataillon  | 645   |
| 10e corps russe - Général-Lieutenant Kaptzévich Empire russe - 5 957 hommes - 86 canons                           | 8e division d'infanterie - Prince Ouroussov - 2 921 hommes                                   | 2e brigade - von Rehren                                                                      | Régiment de Vielle-Ingermanland                                                  | 2 bataillons | 723   |
| 10e corps russe - Général-Lieutenant Kaptzévich Empire russe - 5 957 hommes - 86 canons                           | 8e division d'infanterie - Prince Ouroussov - 2 921 hommes                                   | 2e brigade - von Rehren                                                                      | 38e régiment de Chasseurs                                                        | 3 bataillons | 1 003 |
| 10e corps russe - Général-Lieutenant Kaptzévich Empire russe - 5 957 hommes - 86 canons                           | Artillerie du Corps - 86 canons                                                              |                                                                                              | 2e,18e,34e et 39e batterie de position                                           | 4 batteries  | 43    |
| 10e corps russe - Général-Lieutenant Kaptzévich Empire russe - 5 957 hommes - 86 canons                           | Artillerie du Corps - 86 canons                                                              | 3e,19e,et 29e batterie légère                                                                | 3 batteries                                                                      | 36           |       |
| 10e corps russe - Général-Lieutenant Kaptzévich Empire russe - 5 957 hommes - 86 canons                           | Artillerie du Corps - 86 canons                                                              | 2e batterie à cheval                                                                         | 1 batterie                                                                       | 7            |       |
| 8e corps russe - Général-Lieutenant Comte Saint-Priest Empire russe - 7 065 hommes - 2 128 cavaliers - 36 canons  | 17e division d'infanterie - Pillar - 4 072 hommes                                            | 1re brigade - Kern                                                                           | Régiment de Riazan                                                               | 2 bataillons | 670   |
| 8e corps russe - Général-Lieutenant Comte Saint-Priest Empire russe - 7 065 hommes - 2 128 cavaliers - 36 canons  | 17e division d'infanterie - Pillar - 4 072 hommes                                            | 1re brigade - Kern                                                                           | Régiment du Bélozersk                                                            | 2 bataillons | 705   |
| 8e corps russe - Général-Lieutenant Comte Saint-Priest Empire russe - 7 065 hommes - 2 128 cavaliers - 36 canons  | 17e division d'infanterie - Pillar - 4 072 hommes                                            | 2e brigade - Tchertov I                                                                      | Régiment de Brest                                                                | 2 bataillons | 746   |
| 8e corps russe - Général-Lieutenant Comte Saint-Priest Empire russe - 7 065 hommes - 2 128 cavaliers - 36 canons  | 17e division d'infanterie - Pillar - 4 072 hommes                                            | 2e brigade - Tchertov I                                                                      | Régiment de Willmanstrand                                                        | 2 bataillons | 566   |
| 8e corps russe - Général-Lieutenant Comte Saint-Priest Empire russe - 7 065 hommes - 2 128 cavaliers - 36 canons  | 17e division d'infanterie - Pillar - 4 072 hommes                                            | 3e brigade - Kharitonov                                                                      | 30e régiment de Chasseurs                                                        | 2 bataillons | 472   |
| 8e corps russe - Général-Lieutenant Comte Saint-Priest Empire russe - 7 065 hommes - 2 128 cavaliers - 36 canons  | 17e division d'infanterie - Pillar - 4 072 hommes                                            | 3e brigade - Kharitonov                                                                      | 48e régiment de Chasseurs                                                        | 2 bataillons | 913   |
| 8e corps russe - Général-Lieutenant Comte Saint-Priest Empire russe - 7 065 hommes - 2 128 cavaliers - 36 canons  | 11e division d'infanterie - Prince Gourialov - 3 557 hommes                                  | 1re brigade - Karpenko                                                                       | Régiment de Iéletz                                                               | 1 bataillon  | 526   |
| 8e corps russe - Général-Lieutenant Comte Saint-Priest Empire russe - 7 065 hommes - 2 128 cavaliers - 36 canons  | 11e division d'infanterie - Prince Gourialov - 3 557 hommes                                  | 1re brigade - Karpenko                                                                       | Régiment de Polotsk                                                              | 1 bataillon  | 526   |
| 8e corps russe - Général-Lieutenant Comte Saint-Priest Empire russe - 7 065 hommes - 2 128 cavaliers - 36 canons  | 11e division d'infanterie - Prince Gourialov - 3 557 hommes                                  | 2e brigade - Tourguénev                                                                      | Régiment de Iékatérinbourg                                                       | 2 bataillons | 936   |
| 8e corps russe - Général-Lieutenant Comte Saint-Priest Empire russe - 7 065 hommes - 2 128 cavaliers - 36 canons  | 11e division d'infanterie - Prince Gourialov - 3 557 hommes                                  | 2e brigade - Tourguénev                                                                      | Régiment de Rylsk                                                                | 1 bataillon  | 564   |
| 8e corps russe - Général-Lieutenant Comte Saint-Priest Empire russe - 7 065 hommes - 2 128 cavaliers - 36 canons  | 11e division d'infanterie - Prince Gourialov - 3 557 hommes                                  | 3e brigade - Baron Bistrom II                                                                | 1er régiment de Chasseurs                                                        | 1 bataillon  | 478   |
| 8e corps russe - Général-Lieutenant Comte Saint-Priest Empire russe - 7 065 hommes - 2 128 cavaliers - 36 canons  | 11e division d'infanterie - Prince Gourialov - 3 557 hommes                                  | 3e brigade - Baron Bistrom II                                                                | 33e régiment de Chasseurs                                                        | 2 bataillon  | 527   |
| 8e corps russe - Général-Lieutenant Comte Saint-Priest Empire russe - 7 065 hommes - 2 128 cavaliers - 36 canons  | cavalerie du 8e corps - 2 128 cavaliers                                                      | Brigade Borozdin II                                                                          | Régiment des dragons de Nouvelle-Russie                                          | 4 escadrons  | 377   |
| 8e corps russe - Général-Lieutenant Comte Saint-Priest Empire russe - 7 065 hommes - 2 128 cavaliers - 36 canons  | cavalerie du 8e corps - 2 128 cavaliers                                                      | Brigade Borozdin II                                                                          | Régiment des dragons de Mitau                                                    | 4 escadrons  | 458   |
| 8e corps russe - Général-Lieutenant Comte Saint-Priest Empire russe - 7 065 hommes - 2 128 cavaliers - 36 canons  | cavalerie du 8e corps - 2 128 cavaliers                                                      | Brigade Emanuel                                                                              | Régiment des dragons de Kharkov                                                  | 4 escadrons  | 484   |
| 8e corps russe - Général-Lieutenant Comte Saint-Priest Empire russe - 7 065 hommes - 2 128 cavaliers - 36 canons  | cavalerie du 8e corps - 2 128 cavaliers                                                      | Brigade de Cosaques - Kaïssarov                                                              | Cosaques du Don                                                                  | 2 escadrons  | 511   |
| 8e corps russe - Général-Lieutenant Comte Saint-Priest Empire russe - 7 065 hommes - 2 128 cavaliers - 36 canons  | cavalerie du 8e corps - 2 128 cavaliers                                                      | Brigade de Cosaques - Kaïssarov                                                              | Régiment des Kalmouks de Stavropol                                               | 1 escadron   | 298   |
| 8e corps russe - Général-Lieutenant Comte Saint-Priest Empire russe - 7 065 hommes - 2 128 cavaliers - 36 canons  | artillerie du 8e corps - 36 canons                                                           |                                                                                              | 32e batterie de position                                                         | 1 batterie   | 12    |
| 8e corps russe - Général-Lieutenant Comte Saint-Priest Empire russe - 7 065 hommes - 2 128 cavaliers - 36 canons  | artillerie du 8e corps - 36 canons                                                           | 32e et 33e batterie légère                                                                   | 2 batteries                                                                      | 24           |       |
| Réserve prussienne Royaume de Prusse - 6 740 cavaliers - 56 canons                                                | Réserve de cavalerie prussienne - Général-Major Jürgass - 6 740 cavaliers                    |                                                                                              | 1er régiment de dragons Prusse occidentale                                       | 4 escadrons  | 1 176 |
| Réserve prussienne Royaume de Prusse - 6 740 cavaliers - 56 canons                                                | Réserve de cavalerie prussienne - Général-Major Jürgass - 6 740 cavaliers                    | Régiment Dragons de Lituanie                                                                 | 4 escadrons                                                                      | 1 756        |       |
| Réserve prussienne Royaume de Prusse - 6 740 cavaliers - 56 canons                                                | Réserve de cavalerie prussienne - Général-Major Jürgass - 6 740 cavaliers                    | 1er régiment de cavalerie Landwehr Nouvelle-Marche                                           | 4 escadrons                                                                      | 876          |       |
| Réserve prussienne Royaume de Prusse - 6 740 cavaliers - 56 canons                                                | Réserve de cavalerie prussienne - Général-Major Jürgass - 6 740 cavaliers                    | 1ere et 3e batterie à cheval                                                                 | 2 batteries                                                                      | 16           |       |
| Réserve prussienne Royaume de Prusse - 6 740 cavaliers - 56 canons                                                | Réserve d'artillerie - Lieutenant-colonel Schmidt - 56 canons                                |                                                                                              | 1ere et 2e batterie lourde à pied                                                | 2 batteries  | 16    |
| Réserve prussienne Royaume de Prusse - 6 740 cavaliers - 56 canons                                                | Réserve d'artillerie - Lieutenant-colonel Schmidt - 56 canons                                | 24e batterie à pied                                                                          | 1 batterie                                                                       | 8            |       |
| Réserve prussienne Royaume de Prusse - 6 740 cavaliers - 56 canons                                                | Réserve d'artillerie - Lieutenant-colonel Schmidt - 56 canons                                | 1re batterie légère à pied                                                                   | 1 batterie                                                                       | 8            |       |
| Réserve prussienne Royaume de Prusse - 6 740 cavaliers - 56 canons                                                | Réserve d'artillerie - Lieutenant-colonel Schmidt - 56 canons                                | 12e batterie à cheval                                                                        | 1 batterie                                                                       | 8            |       |
| Réserve cavalerie Russe - Vassiltchikov Empire russe - 5 587 cavaliers                                            | 3e division de Dragons - - 501 cavaliers                                                     | 1re Brigade - Ouchakov                                                                       | Régiment de dragons de Smolensk                                                  | 2 escadrons  | 233   |
| Réserve cavalerie Russe - Vassiltchikov Empire russe - 5 587 cavaliers                                            | 3e division de Dragons - - 501 cavaliers                                                     | 1re Brigade - Ouchakov                                                                       | Régiment de dragons de Courlande                                                 | 5 escadrons  | 268   |
| Réserve cavalerie Russe - Vassiltchikov Empire russe - 5 587 cavaliers                                            | 2e division de Hussards - - 2 637 cavaliers                                                  | 1re brigade - Yourkovski                                                                     | Régiment de hussards de Russie blanche                                           | 4 escadrons  | 565   |
| Réserve cavalerie Russe - Vassiltchikov Empire russe - 5 587 cavaliers                                            | 2e division de Hussards - - 2 637 cavaliers                                                  | 1re brigade - Yourkovski                                                                     | Régiment de hussards d'Akhtyrsk                                                  | 6 escadrons  | 786   |
| Réserve cavalerie Russe - Vassiltchikov Empire russe - 5 587 cavaliers                                            | 2e division de Hussards - - 2 637 cavaliers                                                  | 2e brigade - Vassiltchikov                                                                   | Régiment de Hussards d'Alexandria                                                | 5 escadrons  | 648   |
| Réserve cavalerie Russe - Vassiltchikov Empire russe - 5 587 cavaliers                                            | 2e division de Hussards - - 2 637 cavaliers                                                  | 2e brigade - Vassiltchikov                                                                   | Régiment de hussards de Marioupol                                                | 6 escadrons  | 638   |
| Réserve cavalerie Russe - Vassiltchikov Empire russe - 5 587 cavaliers                                            | Cosaques - Karpov II - 2 449 cavaliers                                                       |                                                                                              | Cosaques du Don                                                                  | 6 escadrons  | 1 563 |
| Réserve cavalerie Russe - Vassiltchikov Empire russe - 5 587 cavaliers                                            | Cosaques - Karpov II - 2 449 cavaliers                                                       | 4e régiment de cosaques d'Ukraine                                                            | 3 escadrons                                                                      | 219          |       |
| Réserve cavalerie Russe - Vassiltchikov Empire russe - 5 587 cavaliers                                            | Cosaques - Karpov II - 2 449 cavaliers                                                       | 2e régiment de Bashkirs                                                                      | 1 escadron                                                                       | 295          |       |
| Réserve cavalerie Russe - Vassiltchikov Empire russe - 5 587 cavaliers                                            | Cosaques - Karpov II - 2 449 cavaliers                                                       | 2e régiment de Kalmouks                                                                      | 1 escadron                                                                       | 179          |       |
| Réserve cavalerie Russe - Vassiltchikov Empire russe - 5 587 cavaliers                                            | Cosaques - Karpov II - 2 449 cavaliers                                                       | Régiment de volontaires du Baron Bode                                                        | 1 escadron                                                                       | 193          |       |
| Réserve d'artillerie russe Empire russe - 60 canons                                                               |                                                                                              |                                                                                              | 10e et 13e batterie de position                                                  | 2 batteries  | 24    |
| Réserve d'artillerie russe Empire russe - 60 canons                                                               | 24e et 35e batterie légère                                                                   | 2 batteries                                                                                  | 24                                                                               |              |       |
| Réserve d'artillerie russe Empire russe - 60 canons                                                               | 18e batterie à cheval                                                                        | 1 batterie                                                                                   | 12                                                                               |              |       |

## Armée du Nord - Prince royal de SuèdeBernadotte
| Corps | Division                                                                            | Brigade                                                                                         | Régiment                                           | Unités       | Force |
| --- | ----------------------------------------------------------------------------------- | ----------------------------------------------------------------------------------------------- | -------------------------------------------------- | ------------ | ----- |
| 3e corps prussien - Général Lieutenant Bülow Royaume de Prusse - 18 860 hommes - 4 463 cavaliers - 104 canons |                                                                                     | 3e Brigade - Prince Louis-Guillaume de Hesse-Hombourg - 5 940 hommes - 550 cavaliers - 8 canons | Grenadiers de Prusse orientale                     | 1 bataillon  | 660   |
| 3e corps prussien - Général Lieutenant Bülow Royaume de Prusse - 18 860 hommes - 4 463 cavaliers - 104 canons | 3e régiment d'infanterie de Prusse orientale                                        | 3e Brigade - Prince Louis-Guillaume de Hesse-Hombourg - 5 940 hommes - 550 cavaliers - 8 canons | 2 bataillons                                       | 1 320        |       |
| 3e corps prussien - Général Lieutenant Bülow Royaume de Prusse - 18 860 hommes - 4 463 cavaliers - 104 canons | 4e régiment d'infanterie de réserve                                                 | 3e Brigade - Prince Louis-Guillaume de Hesse-Hombourg - 5 940 hommes - 550 cavaliers - 8 canons | 3 bataillons                                       | 1 980        |       |
| 3e corps prussien - Général Lieutenant Bülow Royaume de Prusse - 18 860 hommes - 4 463 cavaliers - 104 canons | 4e régiment d'infanterie de Landwehr Prusse orientale                               | 3e Brigade - Prince Louis-Guillaume de Hesse-Hombourg - 5 940 hommes - 550 cavaliers - 8 canons | 4 bataillons                                       | 2 640        |       |
| 3e corps prussien - Général Lieutenant Bülow Royaume de Prusse - 18 860 hommes - 4 463 cavaliers - 104 canons | 1er régiment de Hussards du corps                                                   | 3e Brigade - Prince Louis-Guillaume de Hesse-Hombourg - 5 940 hommes - 550 cavaliers - 8 canons | 4 escadrons                                        | 550          |       |
| 3e corps prussien - Général Lieutenant Bülow Royaume de Prusse - 18 860 hommes - 4 463 cavaliers - 104 canons | 5e batterie à pied                                                                  | 3e Brigade - Prince Louis-Guillaume de Hesse-Hombourg - 5 940 hommes - 550 cavaliers - 8 canons | 1 batterie                                         | 8            |       |
| 3e corps prussien - Général Lieutenant Bülow Royaume de Prusse - 18 860 hommes - 4 463 cavaliers - 104 canons |                                                                                     | 5e brigade - Borstell - 6 655 hommes - 1 100 cavaliers - 8 canons                               | Grenadiers de Poméranie                            | 1 bataillon  | 605   |
| 3e corps prussien - Général Lieutenant Bülow Royaume de Prusse - 18 860 hommes - 4 463 cavaliers - 104 canons | 1er régiment d'infanterie de Poméranie                                              | 5e brigade - Borstell - 6 655 hommes - 1 100 cavaliers - 8 canons                               | 3 bataillons                                       | 1 815        |       |
| 3e corps prussien - Général Lieutenant Bülow Royaume de Prusse - 18 860 hommes - 4 463 cavaliers - 104 canons | 2e régiment d'infanterie de réserve                                                 | 5e brigade - Borstell - 6 655 hommes - 1 100 cavaliers - 8 canons                               | 3 bataillons                                       | 1 815        |       |
| 3e corps prussien - Général Lieutenant Bülow Royaume de Prusse - 18 860 hommes - 4 463 cavaliers - 104 canons | 2e régiment d'infanterie de Landwehr de Kurmark                                     | 5e brigade - Borstell - 6 655 hommes - 1 100 cavaliers - 8 canons                               | 4 bataillons                                       | 2 420        |       |
| 3e corps prussien - Général Lieutenant Bülow Royaume de Prusse - 18 860 hommes - 4 463 cavaliers - 104 canons | Régiment de hussards de Poméranie                                                   | 5e brigade - Borstell - 6 655 hommes - 1 100 cavaliers - 8 canons                               | 4 escadrons                                        | 550          |       |
| 3e corps prussien - Général Lieutenant Bülow Royaume de Prusse - 18 860 hommes - 4 463 cavaliers - 104 canons | Régiment de Uhlans de Prusse orientale                                              | 5e brigade - Borstell - 6 655 hommes - 1 100 cavaliers - 8 canons                               | 4 escadrons                                        | 550          |       |
| 3e corps prussien - Général Lieutenant Bülow Royaume de Prusse - 18 860 hommes - 4 463 cavaliers - 104 canons | 10e batterie à pied                                                                 | 5e brigade - Borstell - 6 655 hommes - 1 100 cavaliers - 8 canons                               | 1 batterie                                         | 8            |       |
| 3e corps prussien - Général Lieutenant Bülow Royaume de Prusse - 18 860 hommes - 4 463 cavaliers - 104 canons |                                                                                     | 6e brigade - Krafft - 5 605 hommes - 413 cavaliers - 16 canons                                  | Régiment d'infanterie de Colberg                   | 2 bataillons | 1 174 |
| 3e corps prussien - Général Lieutenant Bülow Royaume de Prusse - 18 860 hommes - 4 463 cavaliers - 104 canons | 9e régiment d'infanterie de réserve                                                 | 6e brigade - Krafft - 5 605 hommes - 413 cavaliers - 16 canons                                  | 3 bataillons                                       | 1 761        |       |
| 3e corps prussien - Général Lieutenant Bülow Royaume de Prusse - 18 860 hommes - 4 463 cavaliers - 104 canons | 1er régiment d'infanterie de Landwehr de Neumark                                    | 6e brigade - Krafft - 5 605 hommes - 413 cavaliers - 16 canons                                  | 4 bataillons                                       | 2 348        |       |
| 3e corps prussien - Général Lieutenant Bülow Royaume de Prusse - 18 860 hommes - 4 463 cavaliers - 104 canons | Régiment de Chasseurs de Prusse-Orientale                                           | 6e brigade - Krafft - 5 605 hommes - 413 cavaliers - 16 canons                                  | 1/2 bataillon                                      | 322          |       |
| 3e corps prussien - Général Lieutenant Bülow Royaume de Prusse - 18 860 hommes - 4 463 cavaliers - 104 canons | 1er régiment de cavalerie de Landwehr de Poméranie                                  | 6e brigade - Krafft - 5 605 hommes - 413 cavaliers - 16 canons                                  | 3 escadrons                                        | 413          |       |
| 3e corps prussien - Général Lieutenant Bülow Royaume de Prusse - 18 860 hommes - 4 463 cavaliers - 104 canons | 16e batterie à pied                                                                 | 6e brigade - Krafft - 5 605 hommes - 413 cavaliers - 16 canons                                  | 1 batterie                                         | 16           |       |
| 3e corps prussien - Général Lieutenant Bülow Royaume de Prusse - 18 860 hommes - 4 463 cavaliers - 104 canons | Réserve de cavalerie - Oppen - 3 035 cavaliers - 16 canons                          | 1re brigade - Treskow                                                                           | Régiment des dragons de la Reine                   | 4 escadrons  | 580   |
| 3e corps prussien - Général Lieutenant Bülow Royaume de Prusse - 18 860 hommes - 4 463 cavaliers - 104 canons | Réserve de cavalerie - Oppen - 3 035 cavaliers - 16 canons                          | 1re brigade - Treskow                                                                           | Régiment des dragons de Brandebourg                | 4 escadrons  | 580   |
| 3e corps prussien - Général Lieutenant Bülow Royaume de Prusse - 18 860 hommes - 4 463 cavaliers - 104 canons | Réserve de cavalerie - Oppen - 3 035 cavaliers - 16 canons                          | 1re brigade - Treskow                                                                           | 2e régiment des dragons de Prusse occidentale      | 4 escadrons  | 580   |
| 3e corps prussien - Général Lieutenant Bülow Royaume de Prusse - 18 860 hommes - 4 463 cavaliers - 104 canons | Réserve de cavalerie - Oppen - 3 035 cavaliers - 16 canons                          | 2e brigade - Sydow                                                                              | 2e régiment de cavalerie de Lanwehr de Kurmark     | 4 escadrons  | 580   |
| 3e corps prussien - Général Lieutenant Bülow Royaume de Prusse - 18 860 hommes - 4 463 cavaliers - 104 canons | Réserve de cavalerie - Oppen - 3 035 cavaliers - 16 canons                          | 2e brigade - Sydow                                                                              | 4e régiment de cavalerie de Landwehr de Kurmärk    | 4 escadrons  | 580   |
| 3e corps prussien - Général Lieutenant Bülow Royaume de Prusse - 18 860 hommes - 4 463 cavaliers - 104 canons | Réserve de cavalerie - Oppen - 3 035 cavaliers - 16 canons                          | 2e brigade - Sydow                                                                              | 2e régiment de Landwehr de Poméranie               | 1 escadron   | 135   |
| 3e corps prussien - Général Lieutenant Bülow Royaume de Prusse - 18 860 hommes - 4 463 cavaliers - 104 canons | Réserve de cavalerie - Oppen - 3 035 cavaliers - 16 canons                          | artillerie à cheval                                                                             | 5e et 6e batterie à cheval                         | 2 batteries  | 16    |
| 3e corps prussien - Général Lieutenant Bülow Royaume de Prusse - 18 860 hommes - 4 463 cavaliers - 104 canons | Réserve d'artillerie - Holtzendorf - 56 canons                                      | artillerie prussienne                                                                           | 19e batterie à pied                                | 1 batterie   | 8     |
| 3e corps prussien - Général Lieutenant Bülow Royaume de Prusse - 18 860 hommes - 4 463 cavaliers - 104 canons | Réserve d'artillerie - Holtzendorf - 56 canons                                      | artillerie prussienne                                                                           | 4e et 5e batterie lourde à pied                    | 2 batteries  | 16    |
| 3e corps prussien - Général Lieutenant Bülow Royaume de Prusse - 18 860 hommes - 4 463 cavaliers - 104 canons | Réserve d'artillerie - Holtzendorf - 56 canons                                      | artillerie prussienne                                                                           | 11e batterie à cheval                              | 1 batterie   | 8     |
| 3e corps prussien - Général Lieutenant Bülow Royaume de Prusse - 18 860 hommes - 4 463 cavaliers - 104 canons | Réserve d'artillerie - Holtzendorf - 56 canons                                      | artillerie russe                                                                                | 7e et 21e batterie de position                     | 2 batteries  | 24    |
| Corps russe - Général-lieutenant von Wintzingerode Empire russe - 14 787 hommes - 9 565 cavaliers - 86 canons | Avant-Garde - Comte Vorontsov - 2 264 hommes                                        | Brigade d'infanterie - Kniper                                                                   | 2e régiment de chasseurs                           | 1 bataillon  | 487   |
| Corps russe - Général-lieutenant von Wintzingerode Empire russe - 14 787 hommes - 9 565 cavaliers - 86 canons | Avant-Garde - Comte Vorontsov - 2 264 hommes                                        | Brigade d'infanterie - Kniper                                                                   | 13e régiment de chasseurs                          | 2 bataillons | 751   |
| Corps russe - Général-lieutenant von Wintzingerode Empire russe - 14 787 hommes - 9 565 cavaliers - 86 canons | Avant-Garde - Comte Vorontsov - 2 264 hommes                                        | Brigade d'infanterie - Kniper                                                                   | 14e régiment de chasseurs                          | 2 bataillons | 1 026 |
| Corps russe - Général-lieutenant von Wintzingerode Empire russe - 14 787 hommes - 9 565 cavaliers - 86 canons | Division de cavalerie - Orourk (en) - 4 034 cavaliers - 12 canons                   | Brigade de cavalerie - Benckendorff                                                             | Régiment de Uhlans de Volhynie                     | 3 escadrons  | 495   |
| Corps russe - Général-lieutenant von Wintzingerode Empire russe - 14 787 hommes - 9 565 cavaliers - 86 canons | Division de cavalerie - Orourk (en) - 4 034 cavaliers - 12 canons                   | Brigade de cavalerie - Benckendorff                                                             | Régiment de Hussards de Pavlograd                  | 6 escadrons  | 1 002 |
| Corps russe - Général-lieutenant von Wintzingerode Empire russe - 14 787 hommes - 9 565 cavaliers - 86 canons | Division de cavalerie - Orourk (en) - 4 034 cavaliers - 12 canons                   | Brigade de cavalerie - Benckendorff                                                             | Régiment de cosaques du Don Diatchkin              | 2 escadrons  | 417   |
| Corps russe - Général-lieutenant von Wintzingerode Empire russe - 14 787 hommes - 9 565 cavaliers - 86 canons | Division de cavalerie - Orourk (en) - 4 034 cavaliers - 12 canons                   | Brigade de cavalerie - Benckendorff                                                             | 11e batterie à cheval                              | 1 batterie   | 12    |
| Corps russe - Général-lieutenant von Wintzingerode Empire russe - 14 787 hommes - 9 565 cavaliers - 86 canons | Division de cavalerie - Orourk (en) - 4 034 cavaliers - 12 canons                   | Brigade de cosaques - Melnikov IV                                                               | Régiment de Cosaques du Don Melnikov IV            | 3 escadrons  | 368   |
| Corps russe - Général-lieutenant von Wintzingerode Empire russe - 14 787 hommes - 9 565 cavaliers - 86 canons | Division de cavalerie - Orourk (en) - 4 034 cavaliers - 12 canons                   | Brigade de cosaques - Melnikov IV                                                               | Régiment de cosaques du Don Melnikov V             | 3 escadrons  | 297   |
| Corps russe - Général-lieutenant von Wintzingerode Empire russe - 14 787 hommes - 9 565 cavaliers - 86 canons | Division de cavalerie - Orourk (en) - 4 034 cavaliers - 12 canons                   | Brigade de cosaques - Stael                                                                     | Régiment de Cosaques du Don d'Andréyanov II        | 3 escadrons  | 382   |
| Corps russe - Général-lieutenant von Wintzingerode Empire russe - 14 787 hommes - 9 565 cavaliers - 86 canons | Division de cavalerie - Orourk (en) - 4 034 cavaliers - 12 canons                   | Brigade de cosaques - Stael                                                                     | 1er Régiment de Bachkirs                           | 3 escadrons  | 343   |
| Corps russe - Général-lieutenant von Wintzingerode Empire russe - 14 787 hommes - 9 565 cavaliers - 86 canons | Division de cavalerie - Orourk (en) - 4 034 cavaliers - 12 canons                   | Brigade de cosaques - Brändel                                                                   | 1er régiment de cosaques du Boug                   | 4 escadrons  | 455   |
| Corps russe - Général-lieutenant von Wintzingerode Empire russe - 14 787 hommes - 9 565 cavaliers - 86 canons | Division de cavalerie - Orourk (en) - 4 034 cavaliers - 12 canons                   | Brigade de cosaques - Brändel                                                                   | 3e régiment de cosaques de l'Oural                 | 2 escadrons  | 275   |
| Corps russe - Général-lieutenant von Wintzingerode Empire russe - 14 787 hommes - 9 565 cavaliers - 86 canons | 21e division d'infanterie - Laptev - 4 049 hommes - 24 canons                       | 1re brigade - Rosen                                                                             | Régiment Pétrovski                                 | 1 bataillon  | 812   |
| Corps russe - Général-lieutenant von Wintzingerode Empire russe - 14 787 hommes - 9 565 cavaliers - 86 canons | 21e division d'infanterie - Laptev - 4 049 hommes - 24 canons                       | 1re brigade - Rosen                                                                             | Régiment de Podolsk                                | 1 bataillon  | 693   |
| Corps russe - Général-lieutenant von Wintzingerode Empire russe - 14 787 hommes - 9 565 cavaliers - 86 canons | 21e division d'infanterie - Laptev - 4 049 hommes - 24 canons                       | 1re brigade - Rosen                                                                             | Régiment de Lituanie                               | 1 bataillon  | 728   |
| Corps russe - Général-lieutenant von Wintzingerode Empire russe - 14 787 hommes - 9 565 cavaliers - 86 canons | 21e division d'infanterie - Laptev - 4 049 hommes - 24 canons                       | 2e brigade - Rudinger                                                                           | Régiment de la Néva                                | 1 bataillon  | 681   |
| Corps russe - Général-lieutenant von Wintzingerode Empire russe - 14 787 hommes - 9 565 cavaliers - 86 canons | 21e division d'infanterie - Laptev - 4 049 hommes - 24 canons                       | 2e brigade - Rudinger                                                                           | 44e régiment de chasseurs                          | 2 bataillons | 1 135 |
| Corps russe - Général-lieutenant von Wintzingerode Empire russe - 14 787 hommes - 9 565 cavaliers - 86 canons | 21e division d'infanterie - Laptev - 4 049 hommes - 24 canons                       | artillerie de la 22e division                                                                   | 42e batterie légère                                | 1 batterie   | 12    |
| Corps russe - Général-lieutenant von Wintzingerode Empire russe - 14 787 hommes - 9 565 cavaliers - 86 canons | 21e division d'infanterie - Laptev - 4 049 hommes - 24 canons                       | artillerie de la 22e division                                                                   | 31e batterie de position                           | 1 batterie   | 12    |
| Corps russe - Général-lieutenant von Wintzingerode Empire russe - 14 787 hommes - 9 565 cavaliers - 86 canons | 24e division d'infanterie - Vouitch - 4 335 hommes - 12 canons                      | 1re brigade - Zvarykin                                                                          | Régiment de Chirvan                                | 2 bataillons | 940   |
| Corps russe - Général-lieutenant von Wintzingerode Empire russe - 14 787 hommes - 9 565 cavaliers - 86 canons | 24e division d'infanterie - Vouitch - 4 335 hommes - 12 canons                      | 1re brigade - Zvarykin                                                                          | Régiment d'Oufa                                    | 2 bataillons | 860   |
| Corps russe - Général-lieutenant von Wintzingerode Empire russe - 14 787 hommes - 9 565 cavaliers - 86 canons | 24e division d'infanterie - Vouitch - 4 335 hommes - 12 canons                      | 2e brigade - Maznev                                                                             | Régiment de Boutyrsk                               | 2 bataillons | 841   |
| Corps russe - Général-lieutenant von Wintzingerode Empire russe - 14 787 hommes - 9 565 cavaliers - 86 canons | 24e division d'infanterie - Vouitch - 4 335 hommes - 12 canons                      | 2e brigade - Maznev                                                                             | 19e régiment de chasseurs                          | 2 bataillons | 866   |
| Corps russe - Général-lieutenant von Wintzingerode Empire russe - 14 787 hommes - 9 565 cavaliers - 86 canons | 24e division d'infanterie - Vouitch - 4 335 hommes - 12 canons                      | 3e brigade - Boulinski                                                                          | Régiment de Tomsk                                  | 1 bataillon  | 461   |
| Corps russe - Général-lieutenant von Wintzingerode Empire russe - 14 787 hommes - 9 565 cavaliers - 86 canons | 24e division d'infanterie - Vouitch - 4 335 hommes - 12 canons                      | 3e brigade - Boulinski                                                                          | 40e régiment de chasseurs                          | 1 bataillon  | 367   |
| Corps russe - Général-lieutenant von Wintzingerode Empire russe - 14 787 hommes - 9 565 cavaliers - 86 canons | 24e division d'infanterie - Vouitch - 4 335 hommes - 12 canons                      | artillerie de la 24e division                                                                   | 46e batterie légère                                | 1 batterie   | 12    |
| Corps russe - Général-lieutenant von Wintzingerode Empire russe - 14 787 hommes - 9 565 cavaliers - 86 canons | Division d'infanterie provisoire - Harpe - 4 506 hommes - 24 canons                 |                                                                                                 | Régiment de Toula                                  | 2 bataillons | 1 230 |
| Corps russe - Général-lieutenant von Wintzingerode Empire russe - 14 787 hommes - 9 565 cavaliers - 86 canons | Division d'infanterie provisoire - Harpe - 4 506 hommes - 24 canons                 | Régiment de Navaguinsk                                                                          | 2 bataillons                                       | 1 227        |       |
| Corps russe - Général-lieutenant von Wintzingerode Empire russe - 14 787 hommes - 9 565 cavaliers - 86 canons | Division d'infanterie provisoire - Harpe - 4 506 hommes - 24 canons                 | réserve de grenadiers                                                                           | 3 bataillons                                       | 2 049        |       |
| Corps russe - Général-lieutenant von Wintzingerode Empire russe - 14 787 hommes - 9 565 cavaliers - 86 canons | Division d'infanterie provisoire - Harpe - 4 506 hommes - 24 canons                 | artillerie de réserve                                                                           | 21e et 26e batterie de position                    | 2 batteries  | 12    |
| Corps russe - Général-lieutenant von Wintzingerode Empire russe - 14 787 hommes - 9 565 cavaliers - 86 canons | Division d'infanterie provisoire - Harpe - 4 506 hommes - 24 canons                 | artillerie de réserve                                                                           | 13e batterie à cheval                              | 1 batterie   | 12    |
| Corps russe - Général-lieutenant von Wintzingerode Empire russe - 14 787 hommes - 9 565 cavaliers - 86 canons | Division de cavalerie - 5 531 cavaliers - 14 canons                                 | 1re brigade - Manteufel                                                                         | Régiment des dragons de Saint-Pétersbourg          | 4 escadrons  | 459   |
| Corps russe - Général-lieutenant von Wintzingerode Empire russe - 14 787 hommes - 9 565 cavaliers - 86 canons | Division de cavalerie - 5 531 cavaliers - 14 canons                                 | 1re brigade - Manteufel                                                                         | Régiment des hussards d'Elisavetgrad               | 6 escadrons  | 900   |
| Corps russe - Général-lieutenant von Wintzingerode Empire russe - 14 787 hommes - 9 565 cavaliers - 86 canons | Division de cavalerie - 5 531 cavaliers - 14 canons                                 | 1re brigade - Manteufel                                                                         | Régiment de cavalerie d'Iakhontov                  | 2 escadrons  | 217   |
| Corps russe - Général-lieutenant von Wintzingerode Empire russe - 14 787 hommes - 9 565 cavaliers - 86 canons | Division de cavalerie - 5 531 cavaliers - 14 canons                                 | 1re brigade - Manteufel                                                                         | 4e batterie à cheval                               | 1 batterie   | 8     |
| Corps russe - Général-lieutenant von Wintzingerode Empire russe - 14 787 hommes - 9 565 cavaliers - 86 canons | Division de cavalerie - 5 531 cavaliers - 14 canons                                 | 2e brigade - M.Pahlen                                                                           | Régiments des dragons de Riga                      | 3 escadrons  | 382   |
| Corps russe - Général-lieutenant von Wintzingerode Empire russe - 14 787 hommes - 9 565 cavaliers - 86 canons | Division de cavalerie - 5 531 cavaliers - 14 canons                                 | 2e brigade - M.Pahlen                                                                           | Régiments des dragons de Finlande                  | 2 escadrons  | 353   |
| Corps russe - Général-lieutenant von Wintzingerode Empire russe - 14 787 hommes - 9 565 cavaliers - 86 canons | Division de cavalerie - 5 531 cavaliers - 14 canons                                 | 2e brigade - M.Pahlen                                                                           | Régiments des hussards d'Izum                      | 4 escadrons  | 547   |
| Corps russe - Général-lieutenant von Wintzingerode Empire russe - 14 787 hommes - 9 565 cavaliers - 86 canons | Division de cavalerie - 5 531 cavaliers - 14 canons                                 | 2e brigade - M.Pahlen                                                                           | 1re et 5e batterie à cheval                        | 2 batteries  | 6     |
| Corps russe - Général-lieutenant von Wintzingerode Empire russe - 14 787 hommes - 9 565 cavaliers - 86 canons | Division de cavalerie - 5 531 cavaliers - 14 canons                                 | 3e brigade - Zagriajski                                                                         | Régiments des chasseurs à cheval de Nijine         | 2 escadrons  | 221   |
| Corps russe - Général-lieutenant von Wintzingerode Empire russe - 14 787 hommes - 9 565 cavaliers - 86 canons | Division de cavalerie - 5 531 cavaliers - 14 canons                                 | 3e brigade - Zagriajski                                                                         | Régiments de uhlans polonais                       | 6 escadrons  | 704   |
| Corps russe - Général-lieutenant von Wintzingerode Empire russe - 14 787 hommes - 9 565 cavaliers - 86 canons | Division de cavalerie - 5 531 cavaliers - 14 canons                                 | Brigade de cosaques - Ilovaïski IV                                                              | Régiment de Cosaques du Don d'Ilovaïski IV         | 3 escadrons  | 455   |
| Corps russe - Général-lieutenant von Wintzingerode Empire russe - 14 787 hommes - 9 565 cavaliers - 86 canons | Division de cavalerie - 5 531 cavaliers - 14 canons                                 | Brigade de cosaques - Ilovaïski IV                                                              | Régiment de cosaques du Don de Grekov IX           | 3 escadrons  | 449   |
| Corps russe - Général-lieutenant von Wintzingerode Empire russe - 14 787 hommes - 9 565 cavaliers - 86 canons | Division de cavalerie - 5 531 cavaliers - 14 canons                                 | Brigade de cosaques - Ilovaïski IV                                                              | Régiment de cosaques du Don de Barabanchtchikov II | 3 escadrons  | 390   |
| Corps russe - Général-lieutenant von Wintzingerode Empire russe - 14 787 hommes - 9 565 cavaliers - 86 canons | Division de cavalerie - 5 531 cavaliers - 14 canons                                 | Brigade de cosaques - Ilovaïski IV                                                              | Régiment de cosaques du Don de Lochtchilin         | 3 escadrons  | 454   |
| Corps suédois - Feld-maréchal Stedingk Royaume de Suède - 15 617 hommes - 2 750 cavaliers - 51 canons         | 1re division d'infanterie - Skjöldebrand - 6 562 hommes - 633 cavaliers - 14 canons | 1re brigade - Schützenheim                                                                      | 1er Régiment Livgarde                              | 1 bataillon  | 590   |
| Corps suédois - Feld-maréchal Stedingk Royaume de Suède - 15 617 hommes - 2 750 cavaliers - 51 canons         | 1re division d'infanterie - Skjöldebrand - 6 562 hommes - 633 cavaliers - 14 canons | 1re brigade - Schützenheim                                                                      | 2e Régiment de Livgarde                            | 1 bataillon  | 590   |
| Corps suédois - Feld-maréchal Stedingk Royaume de Suède - 15 617 hommes - 2 750 cavaliers - 51 canons         | 1re division d'infanterie - Skjöldebrand - 6 562 hommes - 633 cavaliers - 14 canons | 1re brigade - Schützenheim                                                                      | Régiment de Livgardets Grenadjärer                 | 1 bataillon  | 590   |
| Corps suédois - Feld-maréchal Stedingk Royaume de Suède - 15 617 hommes - 2 750 cavaliers - 51 canons         | 1re division d'infanterie - Skjöldebrand - 6 562 hommes - 633 cavaliers - 14 canons | 1re brigade - Schützenheim                                                                      | Régiment des Livgrenadadjärer                      | 2 bataillons | 1 180 |
| Corps suédois - Feld-maréchal Stedingk Royaume de Suède - 15 617 hommes - 2 750 cavaliers - 51 canons         | 1re division d'infanterie - Skjöldebrand - 6 562 hommes - 633 cavaliers - 14 canons | 2e brigade - Lagerbring                                                                         | Régiment d'infanterie d'Uppland                    | 2 bataillons | 1 180 |
| Corps suédois - Feld-maréchal Stedingk Royaume de Suède - 15 617 hommes - 2 750 cavaliers - 51 canons         | 1re division d'infanterie - Skjöldebrand - 6 562 hommes - 633 cavaliers - 14 canons | 2e brigade - Lagerbring                                                                         | Régiment d'infanterie du Södermanland              | 3 bataillons | 1 770 |
| Corps suédois - Feld-maréchal Stedingk Royaume de Suède - 15 617 hommes - 2 750 cavaliers - 51 canons         | 1re division d'infanterie - Skjöldebrand - 6 562 hommes - 633 cavaliers - 14 canons | 2e brigade - Lagerbring                                                                         | Régiment d'infanterie de Scanie du Nord            | 1 bataillon  | 590   |
| Corps suédois - Feld-maréchal Stedingk Royaume de Suède - 15 617 hommes - 2 750 cavaliers - 51 canons         | 1re division d'infanterie - Skjöldebrand - 6 562 hommes - 633 cavaliers - 14 canons | 2e brigade - Lagerbring                                                                         | Légion à pied de Poméranie                         | 1 bataillon  | 72    |
| Corps suédois - Feld-maréchal Stedingk Royaume de Suède - 15 617 hommes - 2 750 cavaliers - 51 canons         | 1re division d'infanterie - Skjöldebrand - 6 562 hommes - 633 cavaliers - 14 canons | Brigade de cavalerie -                                                                          | Régiment des Dragons de la Garde                   | 5 escadrons  | 585   |
| Corps suédois - Feld-maréchal Stedingk Royaume de Suède - 15 617 hommes - 2 750 cavaliers - 51 canons         | 1re division d'infanterie - Skjöldebrand - 6 562 hommes - 633 cavaliers - 14 canons | Brigade de cavalerie -                                                                          | Légion à cheval de Poméranie                       | 1 escadron   | 48    |
| Corps suédois - Feld-maréchal Stedingk Royaume de Suède - 15 617 hommes - 2 750 cavaliers - 51 canons         | 1re division d'infanterie - Skjöldebrand - 6 562 hommes - 633 cavaliers - 14 canons | Artillerie - Edenhjelm                                                                          | Batterie à pied                                    | 2 batteries  | 14    |
| Corps suédois - Feld-maréchal Stedingk Royaume de Suède - 15 617 hommes - 2 750 cavaliers - 51 canons         | 2e division - Sandels - 9 066 hommes - 1 755 cavaliers - 13 canons                  | 3e brigade - Brännström                                                                         | Régiment d'infanterie du Göta occidental           | 2 bataillons | 1 395 |
| Corps suédois - Feld-maréchal Stedingk Royaume de Suède - 15 617 hommes - 2 750 cavaliers - 51 canons         | 2e division - Sandels - 9 066 hommes - 1 755 cavaliers - 13 canons                  | 3e brigade - Brännström                                                                         | Régiment d'infanterie du Västmanland               | 2 bataillons | 1 395 |
| Corps suédois - Feld-maréchal Stedingk Royaume de Suède - 15 617 hommes - 2 750 cavaliers - 51 canons         | 2e division - Sandels - 9 066 hommes - 1 755 cavaliers - 13 canons                  | 3e brigade - Brännström                                                                         | Régiment d'infanterie de Nerike                    | 2 bataillons | 1 395 |
| Corps suédois - Feld-maréchal Stedingk Royaume de Suède - 15 617 hommes - 2 750 cavaliers - 51 canons         | 2e division - Sandels - 9 066 hommes - 1 755 cavaliers - 13 canons                  | 4e brigade - Reuterskjöld                                                                       | Régiment d'infanterie de Skaraborg                 | 2 bataillons | 1 395 |
| Corps suédois - Feld-maréchal Stedingk Royaume de Suède - 15 617 hommes - 2 750 cavaliers - 51 canons         | 2e division - Sandels - 9 066 hommes - 1 755 cavaliers - 13 canons                  | 4e brigade - Reuterskjöld                                                                       | Régiment d'infanterie d'Elfsborg                   | 2 bataillons | 1 395 |
| Corps suédois - Feld-maréchal Stedingk Royaume de Suède - 15 617 hommes - 2 750 cavaliers - 51 canons         | 2e division - Sandels - 9 066 hommes - 1 755 cavaliers - 13 canons                  | 4e brigade - Reuterskjöld                                                                       | Régiment de chasseurs du Värmland                  | 1 bataillon  | 697   |
| Corps suédois - Feld-maréchal Stedingk Royaume de Suède - 15 617 hommes - 2 750 cavaliers - 51 canons         | 2e division - Sandels - 9 066 hommes - 1 755 cavaliers - 13 canons                  | 6e brigade - Boije                                                                              | Régiment d'infanterie de Kronoberg                 | 1 bataillon  | 697   |
| Corps suédois - Feld-maréchal Stedingk Royaume de Suède - 15 617 hommes - 2 750 cavaliers - 51 canons         | 2e division - Sandels - 9 066 hommes - 1 755 cavaliers - 13 canons                  | 6e brigade - Boije                                                                              | Régiment d'infanterie de Kalmar                    | 1 bataillon  | 697   |
| Corps suédois - Feld-maréchal Stedingk Royaume de Suède - 15 617 hommes - 2 750 cavaliers - 51 canons         | 2e division - Sandels - 9 066 hommes - 1 755 cavaliers - 13 canons                  | Brigade de cavalerie - Skjöldebrand                                                             | Régiment de cuirassiers de la Garde                | 4 escadrons  | 468   |
| Corps suédois - Feld-maréchal Stedingk Royaume de Suède - 15 617 hommes - 2 750 cavaliers - 51 canons         | 2e division - Sandels - 9 066 hommes - 1 755 cavaliers - 13 canons                  | Brigade de cavalerie - Skjöldebrand                                                             | Régiment des hussards de Scanie                    | 6 escadrons  | 702   |
| Corps suédois - Feld-maréchal Stedingk Royaume de Suède - 15 617 hommes - 2 750 cavaliers - 51 canons         | 2e division - Sandels - 9 066 hommes - 1 755 cavaliers - 13 canons                  | Brigade de cavalerie - Skjöldebrand                                                             | Régiment des hussards de Mörner                    | 5 escadrons  | 585   |
| Corps suédois - Feld-maréchal Stedingk Royaume de Suède - 15 617 hommes - 2 750 cavaliers - 51 canons         | 2e division - Sandels - 9 066 hommes - 1 755 cavaliers - 13 canons                  | Artillerie - Geist                                                                              | Batterie à pied                                    | 2 batteries  | 7     |
| Corps suédois - Feld-maréchal Stedingk Royaume de Suède - 15 617 hommes - 2 750 cavaliers - 51 canons         | 2e division - Sandels - 9 066 hommes - 1 755 cavaliers - 13 canons                  | Artillerie - Geist                                                                              | Batterie à cheval                                  | 1 batterie   | 6     |
| Corps suédois - Feld-maréchal Stedingk Royaume de Suède - 15 617 hommes - 2 750 cavaliers - 51 canons         | Réserve d'artillerie - Cardell - 24 canons - 362 cavaliers                          |                                                                                                 | Batterie à pied                                    | 2 batteries  | 14    |
| Corps suédois - Feld-maréchal Stedingk Royaume de Suède - 15 617 hommes - 2 750 cavaliers - 51 canons         | Réserve d'artillerie - Cardell - 24 canons - 362 cavaliers                          | Batterie à cheval                                                                               | 1 batterie                                         | 6            |       |
| Corps suédois - Feld-maréchal Stedingk Royaume de Suède - 15 617 hommes - 2 750 cavaliers - 51 canons         | Réserve d'artillerie - Cardell - 24 canons - 362 cavaliers                          | Fusées Congreve du Rocket Corps britannique, Royal Horse Artillery                              | 1 batterie                                         | 4            |       |
| Corps suédois - Feld-maréchal Stedingk Royaume de Suède - 15 617 hommes - 2 750 cavaliers - 51 canons         | Réserve d'artillerie - Cardell - 24 canons - 362 cavaliers                          | Escorte de cosaques du Don                                                                      | 1 escadron                                         | 362          |       |

## Armée de réserve russe de Pologne - Bennigsen
| Corps                                                                                       | Division                                                                        | Brigade                               | Régiment                                  | Unités        | Force |
| ------------------------------------------------------------------------------------------- | ------------------------------------------------------------------------------- | ------------------------------------- | ----------------------------------------- | ------------- | ----- |
| Corps russe - Général Bennigsen Empire russe - 25 007 hommes - 8 277 cavaliers - 122 canons | Division d'avant-garde - Stroganov - 4 017 hommes - 3 945 cavaliers - 14 canons | Brigade Glébov                        | 6e régiment de chasseurs                  | 2 bataillons  | 1 724 |
| Corps russe - Général Bennigsen Empire russe - 25 007 hommes - 8 277 cavaliers - 122 canons | Division d'avant-garde - Stroganov - 4 017 hommes - 3 945 cavaliers - 14 canons | Brigade Glébov                        | 41e régiment de Chasseurs                 | 2 bataillons  | 1 213 |
| Corps russe - Général Bennigsen Empire russe - 25 007 hommes - 8 277 cavaliers - 122 canons | Division d'avant-garde - Stroganov - 4 017 hommes - 3 945 cavaliers - 14 canons | Brigade Glébov                        | 10e et 26e batterie d'artillerie à cheval | 2 batteries   | 14    |
| Corps russe - Général Bennigsen Empire russe - 25 007 hommes - 8 277 cavaliers - 122 canons | Division d'avant-garde - Stroganov - 4 017 hommes - 3 945 cavaliers - 14 canons | Brigade Glébov                        | Compagnie de Sapeurs Ständer              | 1/2 bataillon | 108   |
| Corps russe - Général Bennigsen Empire russe - 25 007 hommes - 8 277 cavaliers - 122 canons | Division d'avant-garde - Stroganov - 4 017 hommes - 3 945 cavaliers - 14 canons | Brigade de cavalerie                  | 1er régiment de Hussards                  | 5 escadrons   | 857   |
| Corps russe - Général Bennigsen Empire russe - 25 007 hommes - 8 277 cavaliers - 122 canons | Division d'avant-garde - Stroganov - 4 017 hommes - 3 945 cavaliers - 14 canons | Brigade de cavalerie                  | 1er régiment de Hulans                    | 5 escadrons   | 716   |
| Corps russe - Général Bennigsen Empire russe - 25 007 hommes - 8 277 cavaliers - 122 canons | Division d'avant-garde - Stroganov - 4 017 hommes - 3 945 cavaliers - 14 canons | Brigade de cavalerie                  | Cosaques du Don                           | 10 escadrons  | 1 450 |
| Corps russe - Général Bennigsen Empire russe - 25 007 hommes - 8 277 cavaliers - 122 canons | Division d'avant-garde - Stroganov - 4 017 hommes - 3 945 cavaliers - 14 canons | Brigade de cavalerie                  | 4e régiment de Cosaques d'Oural           | 2 escadrons   | 241   |
| Corps russe - Général Bennigsen Empire russe - 25 007 hommes - 8 277 cavaliers - 122 canons | Division d'avant-garde - Stroganov - 4 017 hommes - 3 945 cavaliers - 14 canons | Brigade de cavalerie                  | Régiment de Baschkortostan                | 3 escadrons   | 681   |
| Corps russe - Général Bennigsen Empire russe - 25 007 hommes - 8 277 cavaliers - 122 canons | Division d'avant-garde - Stroganov - 4 017 hommes - 3 945 cavaliers - 14 canons | Brigade d'infanterie Cosaque Tenichev | Régiment de Simbirsk                      | 1 bataillon   | 513   |
| Corps russe - Général Bennigsen Empire russe - 25 007 hommes - 8 277 cavaliers - 122 canons | Division d'avant-garde - Stroganov - 4 017 hommes - 3 945 cavaliers - 14 canons | Brigade d'infanterie Cosaque Tenichev | Régiment de Penza                         | 1 bataillon   | 459   |
| Corps russe - Général Bennigsen Empire russe - 25 007 hommes - 8 277 cavaliers - 122 canons | 12e division d'infanterie - Khovanski - 5 792 hommes - 24 canons                | 1re brigade Sanders                   | Régiment de Smolensk                      | 2 bataillons  | 1 441 |
| Corps russe - Général Bennigsen Empire russe - 25 007 hommes - 8 277 cavaliers - 122 canons | 12e division d'infanterie - Khovanski - 5 792 hommes - 24 canons                | 1re brigade Sanders                   | Régiment de Narva                         | 2 bataillons  | 1 483 |
| Corps russe - Général Bennigsen Empire russe - 25 007 hommes - 8 277 cavaliers - 122 canons | 12e division d'infanterie - Khovanski - 5 792 hommes - 24 canons                | 2e brigade Jeltoukin                  | Régiment d'Alexopol                       | 2 bataillons  | 1 438 |
| Corps russe - Général Bennigsen Empire russe - 25 007 hommes - 8 277 cavaliers - 122 canons | 12e division d'infanterie - Khovanski - 5 792 hommes - 24 canons                | 2e brigade Jeltoukin                  | Régiment de Nouvelle Ingrie               | 2 bataillons  | 1 430 |
| Corps russe - Général Bennigsen Empire russe - 25 007 hommes - 8 277 cavaliers - 122 canons | 12e division d'infanterie - Khovanski - 5 792 hommes - 24 canons                | Artillerie                            | 1re batterie légère                       | 1 batterie    | 12    |
| Corps russe - Général Bennigsen Empire russe - 25 007 hommes - 8 277 cavaliers - 122 canons | 12e division d'infanterie - Khovanski - 5 792 hommes - 24 canons                | Artillerie                            | 45e batterie de position                  | 1 batterie    | 12    |
| Corps russe - Général Bennigsen Empire russe - 25 007 hommes - 8 277 cavaliers - 122 canons | 13e division d'infanterie - Lindorf - 6 711 hommes                              | 1re brigade Rossy                     | Régiment de Velikié Louki                 | 3 bataillons  | 2 204 |
| Corps russe - Général Bennigsen Empire russe - 25 007 hommes - 8 277 cavaliers - 122 canons | 13e division d'infanterie - Lindorf - 6 711 hommes                              | 1re brigade Rossy                     | Régiment de Galicie                       | 3 bataillons  | 1 013 |
| Corps russe - Général Bennigsen Empire russe - 25 007 hommes - 8 277 cavaliers - 122 canons | 13e division d'infanterie - Lindorf - 6 711 hommes                              | 2e brigade Ivanov                     | Régiment de Saratov                       | 3 bataillons  | 2 082 |
| Corps russe - Général Bennigsen Empire russe - 25 007 hommes - 8 277 cavaliers - 122 canons | 13e division d'infanterie - Lindorf - 6 711 hommes                              | 2e brigade Ivanov                     | Régiment de Penza                         | 2 bataillons  | 1 412 |
| Corps russe - Général Bennigsen Empire russe - 25 007 hommes - 8 277 cavaliers - 122 canons | 26e division d'infanterie - Paskévitch - 8 595 hommes - 12 canons               | 1re Brigade Savonia                   | Régiment de Ladoga                        | 2 bataillons  | 1 402 |
| Corps russe - Général Bennigsen Empire russe - 25 007 hommes - 8 277 cavaliers - 122 canons | 26e division d'infanterie - Paskévitch - 8 595 hommes - 12 canons               | 1re Brigade Savonia                   | Régiment de Poltava                       | 2 bataillons  | 1 592 |
| Corps russe - Général Bennigsen Empire russe - 25 007 hommes - 8 277 cavaliers - 122 canons | 26e division d'infanterie - Paskévitch - 8 595 hommes - 12 canons               | 2e brigade Jemtchoujnikov             | Régiment d'Orel                           | 2 bataillons  | 1 322 |
| Corps russe - Général Bennigsen Empire russe - 25 007 hommes - 8 277 cavaliers - 122 canons | 26e division d'infanterie - Paskévitch - 8 595 hommes - 12 canons               | 2e brigade Jemtchoujnikov             | Régiment de Nijni-Novgorod                | 2 bataillons  | 1 512 |
| Corps russe - Général Bennigsen Empire russe - 25 007 hommes - 8 277 cavaliers - 122 canons | 26e division d'infanterie - Paskévitch - 8 595 hommes - 12 canons               | 3e brigade                            | 5e régiment de Chasseurs                  | 2 bataillons  | 1 506 |
| Corps russe - Général Bennigsen Empire russe - 25 007 hommes - 8 277 cavaliers - 122 canons | 26e division d'infanterie - Paskévitch - 8 595 hommes - 12 canons               | 3e brigade                            | 42e régiment de Chasseurs                 | 2 bataillons  | 1 261 |
| Corps russe - Général Bennigsen Empire russe - 25 007 hommes - 8 277 cavaliers - 122 canons | 26e division d'infanterie - Paskévitch - 8 595 hommes - 12 canons               | Artillerie                            | 26e batterie de position                  | 1 batterie    | 12    |
| Corps russe - Général Bennigsen Empire russe - 25 007 hommes - 8 277 cavaliers - 122 canons | Division de cavalerie - Tchaplitz - 4 332 cavaliers - 12 canons                 | 1re brigade Repninski                 | Régiment de dragons                       | 5 escadrons   | 773   |
| Corps russe - Général Bennigsen Empire russe - 25 007 hommes - 8 277 cavaliers - 122 canons | Division de cavalerie - Tchaplitz - 4 332 cavaliers - 12 canons                 | 1re brigade Repninski                 | 1er régiment de Chasseurs à cheval        | 4 escadrons   | 538   |
| Corps russe - Général Bennigsen Empire russe - 25 007 hommes - 8 277 cavaliers - 122 canons | Division de cavalerie - Tchaplitz - 4 332 cavaliers - 12 canons                 | 1re brigade Repninski                 | 2e régiment de Chasseurs à Cheval         | 4 escadrons   | 625   |
| Corps russe - Général Bennigsen Empire russe - 25 007 hommes - 8 277 cavaliers - 122 canons | Division de cavalerie - Tchaplitz - 4 332 cavaliers - 12 canons                 | 2e Brigade Kreutz                     | 2e régiment combiné de Uhlans             | 4 escadrons   | 567   |
| Corps russe - Général Bennigsen Empire russe - 25 007 hommes - 8 277 cavaliers - 122 canons | Division de cavalerie - Tchaplitz - 4 332 cavaliers - 12 canons                 | 2e Brigade Kreutz                     | Régiment de Uhlans de Taganrog            | 4 escadrons   | 646   |
| Corps russe - Général Bennigsen Empire russe - 25 007 hommes - 8 277 cavaliers - 122 canons | Division de cavalerie - Tchaplitz - 4 332 cavaliers - 12 canons                 | 2e Brigade Kreutz                     | Régiment de Uhlans de Sibérie             | 2 escadrons   | 194   |
| Corps russe - Général Bennigsen Empire russe - 25 007 hommes - 8 277 cavaliers - 122 canons | Division de cavalerie - Tchaplitz - 4 332 cavaliers - 12 canons                 | 2e Brigade Kreutz                     | Régiment de Uhlans de Jitomir             | 2 escadrons   | 189   |
| Corps russe - Général Bennigsen Empire russe - 25 007 hommes - 8 277 cavaliers - 122 canons | Division de cavalerie - Tchaplitz - 4 332 cavaliers - 12 canons                 | Cosaques                              | Cosaques du Don                           | 6 escadrons   | 800   |
| Corps russe - Général Bennigsen Empire russe - 25 007 hommes - 8 277 cavaliers - 122 canons | Division de cavalerie - Tchaplitz - 4 332 cavaliers - 12 canons                 | Artillerie                            | 2e batterie à cheval                      | 1 batterie    | 12    |
| Corps russe - Général Bennigsen Empire russe - 25 007 hommes - 8 277 cavaliers - 122 canons | Réserve d'artillerie - Kolotinski - 60 canons                                   |                                       | 18e, 48e et 53e batterie légère           | 3 batteries   | 36    |
| Corps russe - Général Bennigsen Empire russe - 25 007 hommes - 8 277 cavaliers - 122 canons | Réserve d'artillerie - Kolotinski - 60 canons                                   | 22e batterie de position              | 1 batterie                                | 12            |       |
| Corps russe - Général Bennigsen Empire russe - 25 007 hommes - 8 277 cavaliers - 122 canons | Réserve d'artillerie - Kolotinski - 60 canons                                   | 9e batterie à cheval                  | 1 batterie                                | 12            |       |
| Corps Volant - Colonel Mensdorf-Pouilly Empire russe - 790 cavaliers                        |                                                                                 |                                       | 3e régiment de Hussards                   | 2 escadrons   | 260   |
| Corps Volant - Colonel Mensdorf-Pouilly Empire russe - 790 cavaliers                        | 4e régiment de Hussards                                                         | 1 escadron                            | 130                                       |               |       |
| Corps Volant - Colonel Mensdorf-Pouilly Empire russe - 790 cavaliers                        | Cosaques du Don                                                                 | 3                                     | 400                                       |               |       |